# Alexander Hamilton
Alexander Hamilton (San Cristóbal y Nieves, 11 de enero de 1757-Nueva York, 12 de julio de 1804) fue un economista, estadista, político, escritor, abogado, y el primer secretario del Tesoro de los Estados Unidos. Fue uno de los padres fundadores de los Estados Unidos. A su vez, fue un influyente intérprete y promotor de la Constitución de los Estados Unidos, así como el fundador del sistema financiero de la nación, el Partido Federalista, la Guardia Costera de Estados Unidos y del periódico The New York Post. 
Como el primer secretario del Tesoro, Hamilton fue el autor principal de las políticas económicas de la administración de George Washington. Lideró la financiación de las deudas de los estados por el gobierno federal, así como el establecimiento de un banco nacional, un sistema tarifario, y unas relaciones comerciales amistosas con Gran Bretaña. Su visión incluía un fuerte gobierno central liderado por una vigorosa rama ejecutiva, una fuerte economía comercial, con un banco nacional y apoyo a las manufacturas, más un ejército potente.: 3–4 
A esto se opusieron los agrícolas de Virginia, Thomas Jefferson y James Madison, quienes formaron un partido rival, el Partido Demócrata-Republicano. Preferían estados fuertes basados en la América rural y protegidos por milicias estatales en oposición a un ejército y una marina federales poderosas. Denunciaron que Hamilton era demasiado amistoso hacia Gran Bretaña y la monarquía en general, y demasiado orientado a las ciudades, los negocios y la banca.
Nació fuera del matrimonio en Charlestown, Isla Nieves. Su padre, de origen escocés, James A. Hamilton, era el cuarto hijo de Alexander Hamilton, laird de Grange (Ayrshire).
Su madre, Rachel Faucette, era medio británica y medio francesa hugonote.: 8  Huérfano de niño por la muerte de su madre y el abandono de su padre, Hamilton fue criado por un primo mayor y más tarde por una próspera familia de comerciantes. Se le reconoció su inteligencia y talento, y un grupo de ricos hombres locales le financiaron viajar a la ciudad de Nueva York a continuar su educación. Hamilton acudió al King's College (hoy universidad de Columbia), y eligió quedarse en las Trece Colonias en busca de fortuna.
Interrumpió sus estudios antes de graduarse cuando el college cerró sus puertas durante la ocupación británica de la ciudad, participó de manera destacada en la guerra de la Independencia. A comienzos de la guerra en 1775, se unió a una compañía de milicia. A principios de 1776, reunió una compañía de artillería provincial, de la que fue nombrado capitán. Pronto se convirtió en ayudante de campo del general Washington, el comandante en jefe del ejército de las Trece Colonias. Hamilton llevó a cabo numerosas misiones encargadas por Washington para que transmitiera planes a sus generales. Después de la guerra, Hamilton fue elegido como representante del Congreso de la Confederación por Nueva York. Dimitió para dedicarse al derecho, y fundó el Banco de Nueva York.
Hamilton estaba entre aquellos insatisfechos con un gobierno nacional débil. Lideró la Convención de Annapolis, que influyó decisivamente para que el Congreso emitiera una llamada para la Convención de Filadelfia para crear una nueva constitución. Tomó parte en la redacción de la Constitución de los Estados Unidos. Para lograr convencer a los neoyorquinos de la necesidad de aprobarla, pidió a James Madison y John Jay que contribuyeran a una serie de ensayos bajo el seudónimo «Publius», conocidos habitualmente como los «Papeles Federalistas» (The Federalist Papers). Los expertos en Historia y eruditos atribuyen 51 de los 85 Papeles federalistas a Alexander Hamilton, 5 a John Jay y 29 a James Madison; motivo por el cual también se conoce a Alexander Hamilton como «El Padre de los Papeles Federalistas». Los «Papeles Federalistas» son, hasta la fecha, la referencia única más importante para la interpretación constitucional.
Hamilton se convirtió en el miembro líder del gabinete en el nuevo gobierno bajo el presidente Washington. Era un nacionalista que enfatizó un fuerte gobierno central y con éxito arguyó que los poderes implícitos de la Constitución proporcionaban la autoridad legal para fundar la deuda nacional, asumir las deudas de los estados, y crear un banco respaldado por el gobierno, el Banco de los Estados Unidos. Estos programas se financiaron principalmente con un arancel sobre las importaciones, y más tarde también por un impuesto sobre el whisky muy controvertido.
Para superar el localismo, Hamilton movilizó una red nacional de amigos del gobierno, especialmente banqueros y hombre de negocios, en lo que pasó a ser el Partido Federal de los Estados Unidos, primer partido político de la historia de los Estados Unidos, el cual dirigió hasta su muerte. Un tema principal en la emergencia del sistema bipartidista de los Estados Unidos fue el Tratado Jay, en gran medida diseñado por Hamilton en 1794. Estableció relaciones comerciales amistosas con Gran Bretaña, para disgusto de Francia y los defensores de la Revolución francesa. Hamilton desempeñó un papel central en el Partido Federal, que dominó la política nacional y estatal hasta que perdió la elección de 1800 frente al Partido Demócrata-Republicano de Jefferson.
Alexander Hamilton es considerado a menudo el «santo patrón» de la Escuela estadounidense que, según algunos historiadores, dominó la política económica estadounidense a partir de 1861. Apoyó firmemente incluso desde el otoño de 1781 la intervención gubernamental en favor de la industria y el comercio nacionales, a la manera de Jean-Baptiste Colbert.
Hamilton se oponía a los postulados británicos del comercio libre, que consideraba que favorecían los intereses de las potencias colonialistas e imperialistas, en favor del proteccionismo estadounidense, que según él favorecerían el desarrollo industrial y la economía de las naciones emergentes.
En 1795, volvió a la práctica del derecho en Nueva York. Intentó controlar la política del presidente John Adams (1797-1801). En 1798-99, Hamilton llamó a la movilización contra Francia después del Caso XYZ y se convirtió en comandante de un nuevo ejército, que preparó para la guerra. Sin embargo, la cuasi-guerra nunca fue oficialmente declarada y no implicó ninguna acción militar, aunque sí hubo fuertes combates navales. Al final, el presidente Adams encontró una solución diplomática que evitó la guerra con Francia. La oposición de Hamilton a la reelección de Adams ayudó a causar su derrota en las elecciones presidenciales de 1800. Jefferson y Aaron Burr empataron por la presidencia en el colegio electoral en 1801, y Hamilton ayudó a derrotar a Burr, a quien él encontraba carente de principios, y a la elección de Jefferson a pesar de sus diferencias filosóficas.
Hamilton continuó sus actividades legales y de negocios en la ciudad de Nueva York, y fue activo a la hora de ilegalizar el comercio internacional de esclavos. El vicepresidente Burr concurrió a las elecciones a gobernador del estado de Nueva York en 1804 y Hamilton hizo campaña contra él, pues lo consideraba indigno. Burr se ofendió y lo desafió a duelo, que tuvo lugar el 11 de julio de 1804. Sufrió heridas mortales y falleció un día más tarde.

## Infancia en el Caribe

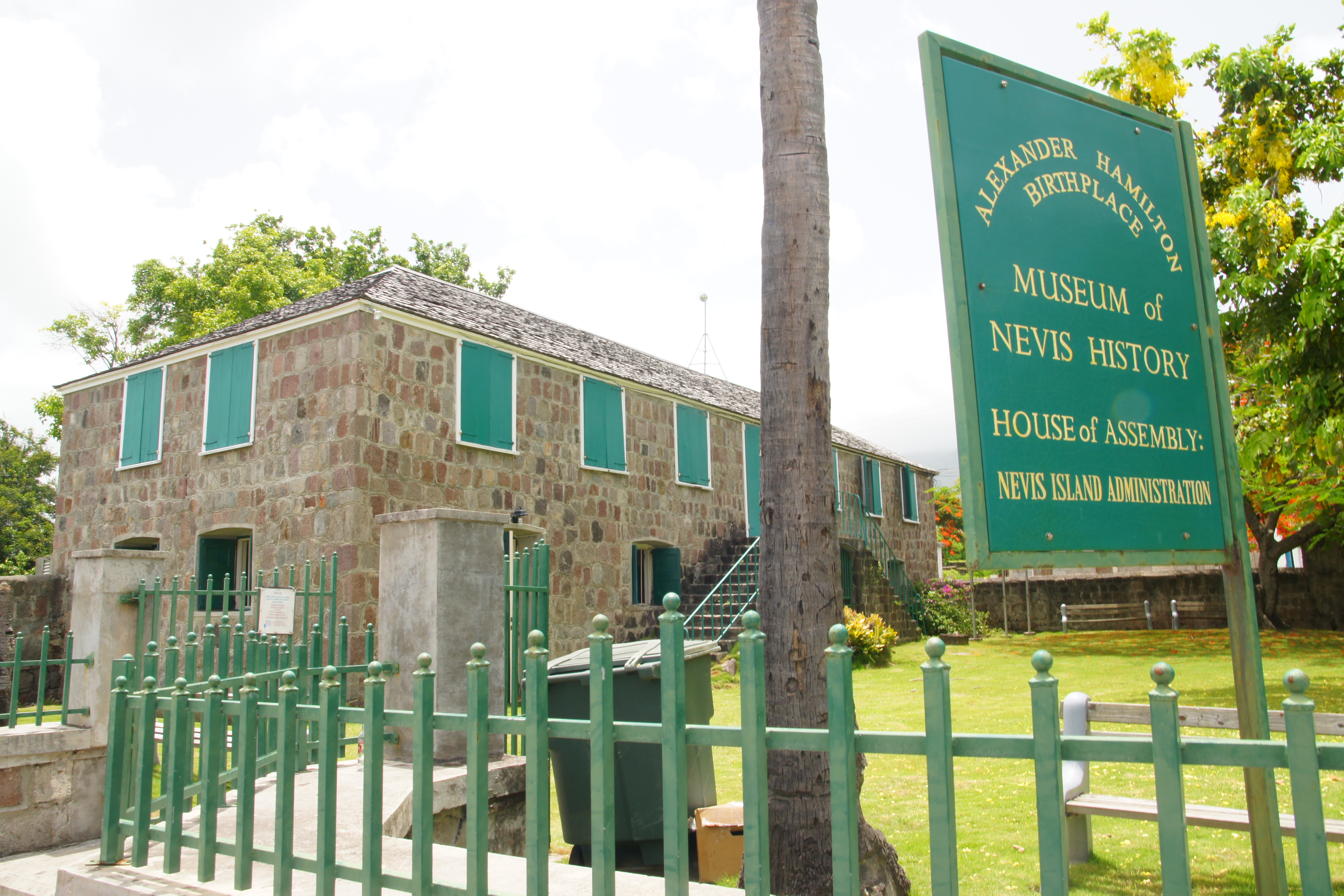
La Casa Hamilton, Charlestown, Nieves. La actual estructura fue reedificada a partir de ruinas de la casa donde Alexander Hamilton nació y vivió de niño.

Alexander Hamilton nació y vivió parte de su infancia en Charlestown, la capital de la Isla Nieves en las Islas de Barlovento (entonces parte de la Indias Occidentales Británicas). Hamilton y su hermano mayor James Jr. (1753-1786) eran hijos no matrimoniales de Rachel Faucette, una mujer casada de ascendencia británica y hugonote francesa,: 8  y James A. Hamilton, un escocés quien fue el cuarto hijo del laird Alexander Hamilton de Grange, Ayrshire. Aunque se ha especulado con cierta persistencia que la madre de Hamilton era de raza mixta, lo cierto es que no hay evidencia verificable que lo sostenga.: 9, 734–735 

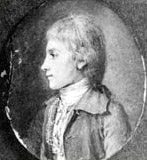
Hamilton en su juventud.

No se sabe con certeza si Hamilton nació en 1755 o en 1757. La mayor parte de la evidencia histórica después de la llegada de Hamilton a Norteamérica apoya la idea de que lo hizo en 1757, incluyendo los propios escritos de Hamilton. Eso fue lo que afirmó cuando llegó por primera vez a las Trece Colonias, y celebraba su cumpleaños el 11 de enero. En momentos posteriores de su vida, tendió a dar su edad sólo en números redondos. Los historiadores aceptaron 1757 como su año de nacimiento hasta alrededor de 1930, cuando se publicó documentación adicional de sus primeros años en el Caribe, inicialmente en danés. Un papel de legitimación procedente de St. Croix en 1768, en borrador después de la muerte de la madre de Hamilton, dice que él tenía 13 años de edad, lo que ha hecho que algunos historiadores desde los años 1930 prefirieran señalar como año de nacimiento 1755. : 17 
La mayoría de los historiadores han especulado sobre posibles razones para dos años de nacimiento diferente en documentos históricos. Si 1755 es correcto, Hamilton podría estar intentando aparecer más joven que sus compañeros de colegio, o quizás desease evitar destacar como mayor. Si 1757 es correcto, el único documento de legitimación que indicaba un año de nacimiento de 1755 pudo haber sido incluido simplemente un error, o Hamilton podría una vez haber dado su edad como 13 después de la muerte de su madre en un intento de aparecer como de mayor edad y por tanto más merecedor de ser empleado. Los historiadores han señalado que el documento de legitimación contenía otras inexactitudes demostradas que mostrarían que no es enteramente merecedor de confianza, y Richard Brookhiser señaló que «un hombre es más probable que sepa su propio cumpleaños que un tribunal de legitimación».
La madre de Hamilton se había casado anteriormente con Johann Michael Lavien, en St. Croix de las Islas Vírgenes, entonces gobernadas por Dinamarca.: 10  Tuvieron un hijo, Peter Lavien.: 10–12  En 1750, Faucette abandonó a su marido y a su primer hijo, y viajó a San Cristóbal donde conoció a James Hamilton.: 12  Hamilton y Faucette se trasladaron juntos a Nieves, el lugar de nacimiento de ella, donde tenía una propiedad heredada de su padre.: 17 
James Hamilton abandonó a Rachel Faucette y a sus dos hijos, James Jr. y Alexander, supuestamente para «evitar[le] [a ella] un cargo de bigamia... después de descubrir a su primer esposo pretendía divorciarse de ella bajo la ley danesa por motivo de adulterio y abandono». Después de eso Rachel se trasladó con un pequeño Hamilton a St. Croix, donde ella apoyó a sus hijos manteniendo una pequeña tienda en Christiansted. Contrajo una fiebre severa y murió el 19 de febrero de 1768 a la 1:02 a. m., dejando huérfano a Hamilton. Esto pudo haber tenido severas consecuencias emocionales para él, incluso para los estándares de una infancia del siglo XVIII. En un juzgado de sucesiones, «el primer esposo [de Faucette] se apoderó de su patrimonio» y obtuvo unos pocos bienes valiosos que le habían pertenecido a ella, incluyendo algo de plata doméstica. Muchos elementos fueron subastados, pero un amigo adquirió los libros de la familia y se los devolvió a Hamilton.: 25 
Hamilton se convirtió en empleado en una firma local de importación-exportación, Beekman y Cruger, que comerciaba con Nueva York y Nueva Inglaterra; quedó a cargo de la firma durante cinco meses en 1771 mientras el propietario estaba en el mar. Él y James Jr. fueron brevemente acogidos por su primo Peter Lytton; sin embargo, Lytton se suicidó. Los hermanos fueron posteriormente separados.: 26  James se puso de aprendiz con un carpintero local, mientras que a Alexander le proporcionó hogar un comerciante de Nieves, Thomas Stevens. Algunas claves han llevado a especular que Stevens podría haber sido el padre biológico de Alexander Hamilton: su hijo Edward Stevens se convirtió en amigo íntimo de Hamilton, los dos chicos fueron descritos como muy parecidos en lo físico, ambos hablaban francés con fluidez y compartían intereses similares.: 27–30  Sin embargo, esta alegación, basada en su mayor parte en los comentarios de Timothy Pickering en la apariencia entre los dos hombres, siempre ha sido vaga o no confirmada. Rachel Faucette había estado viviendo en San Cristóbal y Nieves durante años en la época en que fue concebido Alexander, mientras que Thomas Stevens vivía en Antigua y St. Croix; también, James Hamilton nunca desmintió la paternidad, e incluso en años posteriores, firmó sus cartas a Hamilton con «Tu muy afectuoso padre».
Mientras Hamilton trabajaba como empleado, siguió siendo un ávido lector y más tarde desarrolló un interés por la escritura. Empezó a desear una vida fuera de la isla donde vivió. Escribió una carta a su padre que fue un relato detallado de un huracán que había devastado Christiansted el 30 de agosto de 1772. Hugh Knox, un ministro y periodista, publicó la carta en la Gaceta Real Americano-Danesa. Chernow encontró la carta sorprendente por dos razones; primero, que «pese a todos sus excesos grandilocuentes, parece asombroso [que un] empleado autodidacta pudiera escribir con tal brío y entusiasmo», y segundo, que un chico adolescente produjera un apocalíptico «sermón de fuego y azufre» viendo el huracán como una «reprimenda divina a la pomposidad y vanidad humanas».: 37  El ensayo impresionó a los líderes de la comunidad, quienes reunieron fondos para enviar a Hamilton a las colonias de Norteamérica para su educación.

## Educación

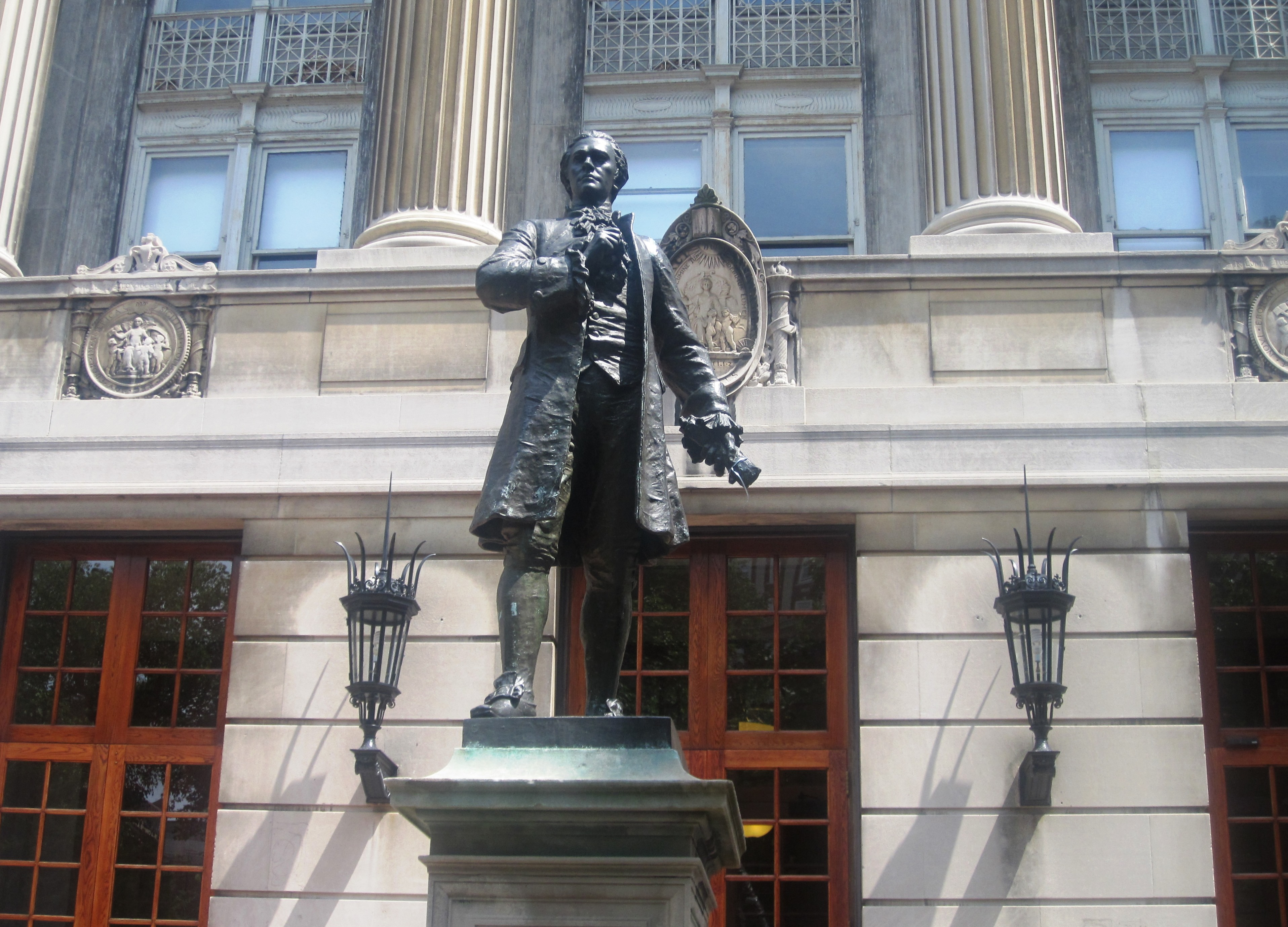
Una estatua de Hamilton afuera del Hamilton Hall con vistas al Hamilton Lawn en su alma mater, la Universidad de Columbia en la ciudad de Nueva York.

La iglesia de Inglaterra negó la membresía a Alexander y James Hamilton, Jr.—y la educación en la escuela de la iglesia—debido a que sus padres no estaban legalmente casados. Recibieron una «tutoría individual»: 17  y clases en una escuela privada dirigida por una directora de colegio judía. Alexander complementó su educación con una biblioteca familiar de 34 libros.: 34 
En octubre de 1772, llegó al continente y empezó a aprender sobre temas fundamentales que faltaban en su educación. Acudió a la academia Elizabethtown, un instituto en Elizabethtown (Nueva Jersey). En 1773, estudió con Francis Barber en Elizabethtown en preparación de trabajo de facultad. Cayó bajo la influencia de William Livingston, un líder intelectual y revolucionario, con quien él vivió durante un tiempo en su Liberty Hall. Hamilton entró en el The King's College en la ciudad de Nueva York (ahora Universidad de Columbia) en el otoño de 1773 «como un estudiante privado», y oficialmente se matriculó en mayo de 1774. Su amigo Robert Troup habló elogiosamente de la habilidad de Hamilton para explicar de forma clara y concisa los derechos y las razones que los patriotas tuvieron en su caso contra los británicos, en lo que se considera como la primera aparición pública el 6 de julio de 1774 en el polo de la libertad en el King's College. Hamilton, Troup, y otros cuatro estudiantes universitarios formaron una sociedad literaria sin nombre que es considerado como un precursor de la Sociedad Filolexiana.: 53 
El clérigo de la Iglesia de Inglaterra Samuel Seabury publicó una serie de panfletos promoviendo la causa lealista en 1774, a los que Hamilton respondió anónimamente con sus primeros escritos políticos, A Full Vindication of the Measures of Congress y The Farmer Refuted. Seabury esencialmente intentó provocar miedo en las colonias, y su principal objetivo era detener la potencial unión entre las colonias. Hamilton publicó dos piezas adicionales atacando la Ley de Quebec, y pudo también haber sido autor de quince entregas de «The Monitor» para el New York Journal de Holt. Hamilton fue un defensor de la causa revolucionaria en esta etapa de preguerra, aunque no aprobó represalias de la muchedumbre contra los lealistas. El 10 de mayo de 1775, Hamilton obtuvo crédito por salvar al presidente de su facultad Myles Cooper, un lealista, de una muchedumbre enojada hablando a la multitud durante suficiente tiempo para que Cooper escapase.
Hamilton se vio obligado a suspender sus estudios antes de graduarse cuando la facultad cerró sus puertas durante la ocupación británica de la ciudad. Cuando terminó la guerra, después de algunos meses de estudio autónomo para julio de 1782 Hamilton aprobó el examen de acceso al foro y en octubre de 1782 se le permitió defender casos ante el Tribunal Supremo del Estado de Nueva York.

## Durante la guerra de independencia

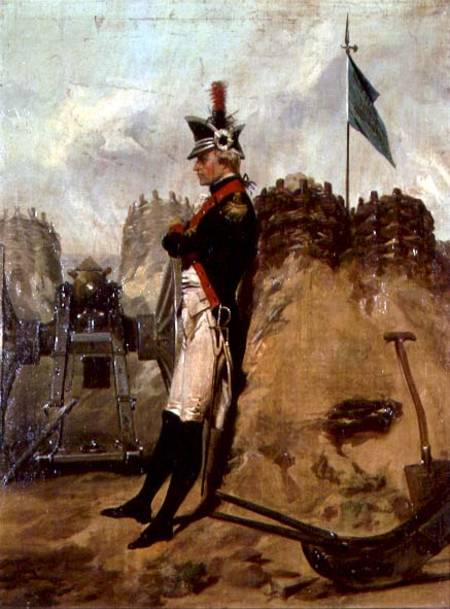
Alexander Hamilton con el uniforme de la artillería de Nueva York por Alonzo Chappel (1828-1887).

### Principios de su carrera militar
En 1775, después del primer enfrentamiento de tropas estadounidenses con los británicos en Lexington y Concord, Hamilton y otros estudiantes del King's College se unieron a una compañía de milicia voluntaria de Nueva York llamada the Corsicans (‘los Corsos’), más tarde renombrada o reformada como los Corazones de Roble (Hearts of Oak).
Hacía ejercicios con la compañía, antes de las clases, en el cementerio de la cercana capilla de san Pablo. Hamilton estudió historia militar y tácticas por sí mismo y pronto fue recomendado para promoción. Bajo fuego del HMS Asia, lideró un exitoso ataque a los cañones británicos en the Battery, cuya captura dio como resultado que los Corazones de Roble se convirtiera en una compañía de artillería poco después. : 13 
A través de sus conexiones con influyentes neoyorquinos como Alexander McDougall y John Jay, Hamilton reunió la Compañía de Artillería Provincial de Nueva York de sesenta hombres en 1776, y fue elegido capitán.: 72  Intervino en la campaña de 1776 alrededor de la ciudad de Nueva York, particularmente en la Batalla de White Plains; en la batalla de Trenton, fue estacionado en el punto alto de la ciudad, el encuentro de lo que hoy son las calles Warren y Broad, para mantener a los hessianos sujetos a los Barracones de Trenton.
Hamilton participó en la batalla de Princeton el 3 de enero de 1777. Después de un revés inicial, Washington juntó a las tropas estadounidenses y los lideró en una exitosa carga contra las fuerzas británicas. Después de mantener una breve posición, los británicos se quedaron atrás, algunos dejando Princeton, y otros refugiándose en Nassau Hall. Hamilton llevó tres cañones e hizo fuego contra el edificio. Después algunos americanos se apresuraron a la puerta principal, y lo tiraron. Los británicos posteriormente sacaron una bandera blanca fuera de una de las ventanas. 194 soldados británicos salieron del edificio y depusieron las armas, acabando así la batalla en una victoria estadounidense.

### El personal de George Washington

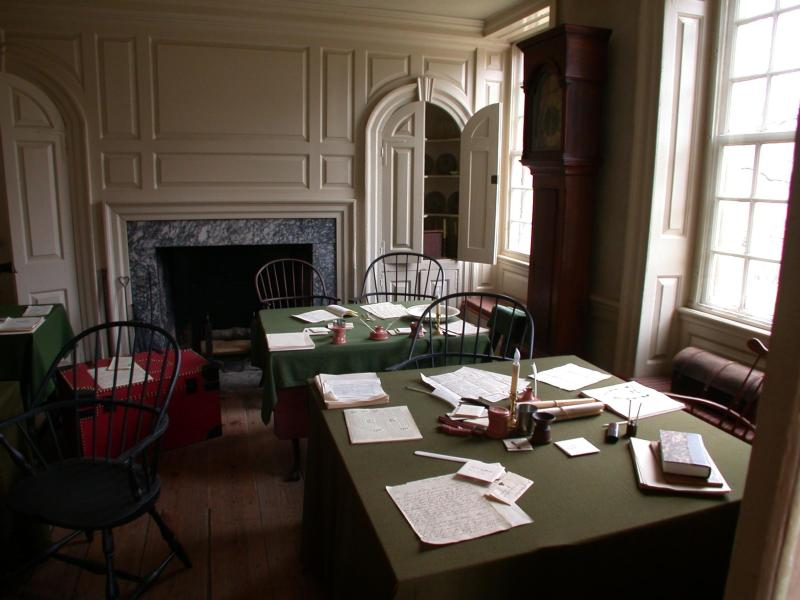
La oficina de los ayudantes de campo dentro del cuartel general del general Washington en Valley Forge. Los oficiales del personal del general Washington trabajaban en esta habitación escribiendo y copiando las cartas y las órdenes del ejército continental.

Hamilton se vio invitado a convertirse en un ayudante a William Alexander, Lord Stirling y otro general, quizás Nathanael Greene o Alexander McDougall. Declinó estas invitaciones, creyendo que su mejor oportunidad para mejorar su posición en vida era gloria en el campo de batalla. Hamilton con el tiempo recibió una invitación que él creía que no podía rechazar: para servir como ayudante de campo de Washington, con el rango de teniente coronel. Washington consideraba, «ayudantes de campo son personas en quienes toda la confianza debe ser colocada y requiere hombres de habilidades para ejecutar los deberes con propiedad y resolución».
Hamilton sirvió durante cuatro años como ayudante de campo jefe de Washington. Manejaba cartas al Congreso, a los gobernadores del estado, y los más poderosos generales en el Ejército continental; hizo el borrador de muchas de las cartas y órdenes de Washington en la dirección de este último; con el tiempo emitió órdenes de Washington sobre la propia firma de Hamilton.: 90  Hamilton se vio involucrado en una amplia variedad de deberes de alto nivel, incluyendo inteligencia, diplomacia, y negociación con principales oficiales del ejército como emisario de Washington.
Durante la guerra, Hamilton se convirtió en amigo íntimo de varios compañeros oficiales. Sus cartas al marqués de Lafayette y a John Laurens, empleando las convenciones literarias sentimentales de finales del siglo XVIII y aludiendo a la mitología y la historia griegas, habían sido leídas por Jonathan Ned Katz, como reveladora de una relación homosocial o quizás homosexual. Por otro lado, el biógrafo Gregory D. Massey desdeña todas las especulaciones sobre una relación Laurens-Hamilton como algo carente de fundamento, describiendo su amistad como pura camaradería platónica y colocando su correspondencia en el contexto de la florida forma de escribir en aquella época.

### Mando en el campo

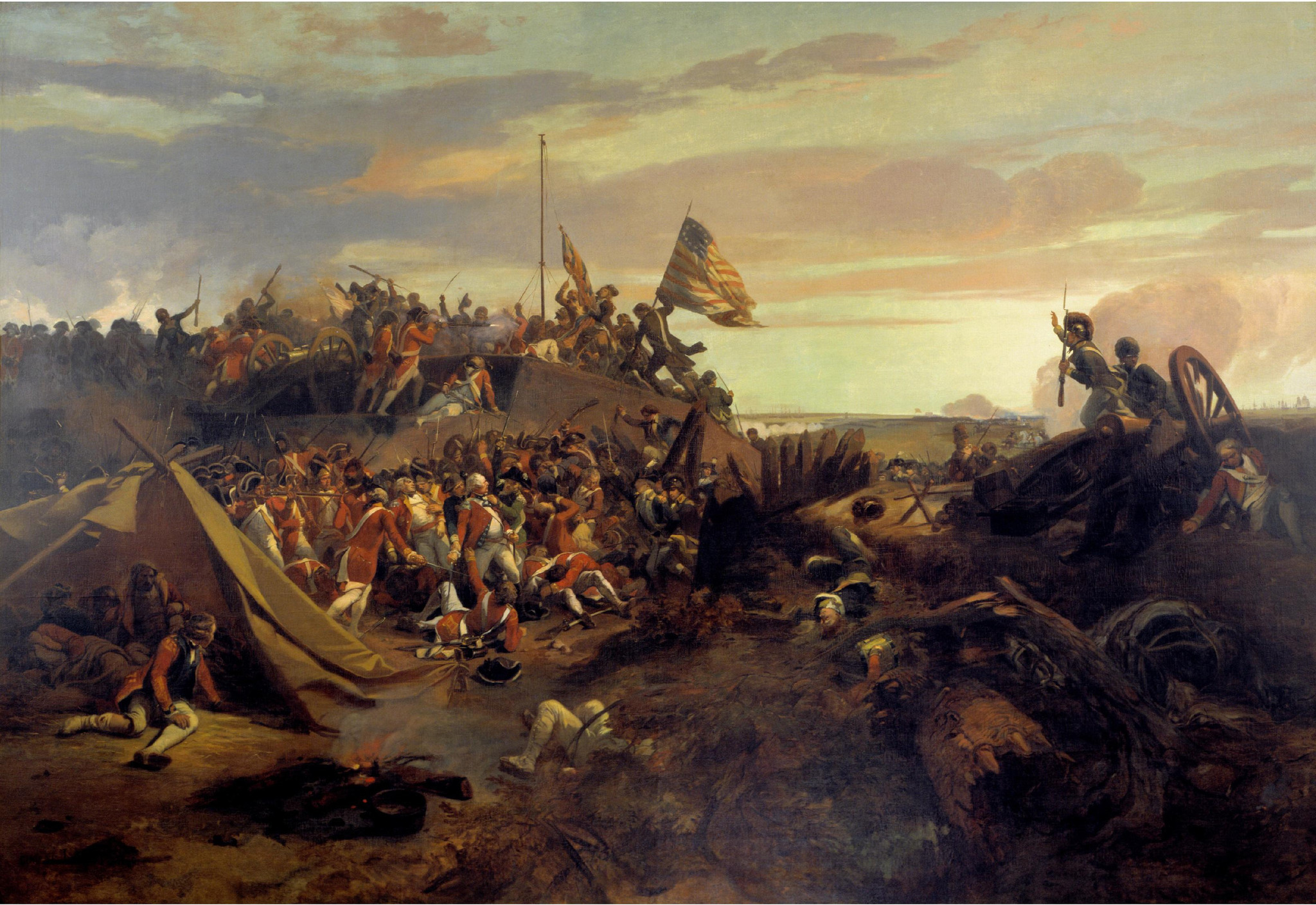
El asalto del Reducto número 10, por Eugène Lami.

Estando entre el personal de Washington, Hamilton durante mucho tiempo buscó el mando y volver al combate activo. Conforme la guerra llegaba al final, sabía que las oportunidades para la gloria militar fueron disminuyendo. En febrero de 1781, Hamilton recibió una ligera reprimenda de Washington y usó esto como una excusa para dimitir de su posición en el personal. Pidió a Washington y otros un mando en el campo. Esto siguió hasta principios de julio de 1781, cuando Hamilton sometió una carta a Washington con su comisión incluida, «así tácitamente amenazando con dimitir si no conseguía el mando deseado».: 159 

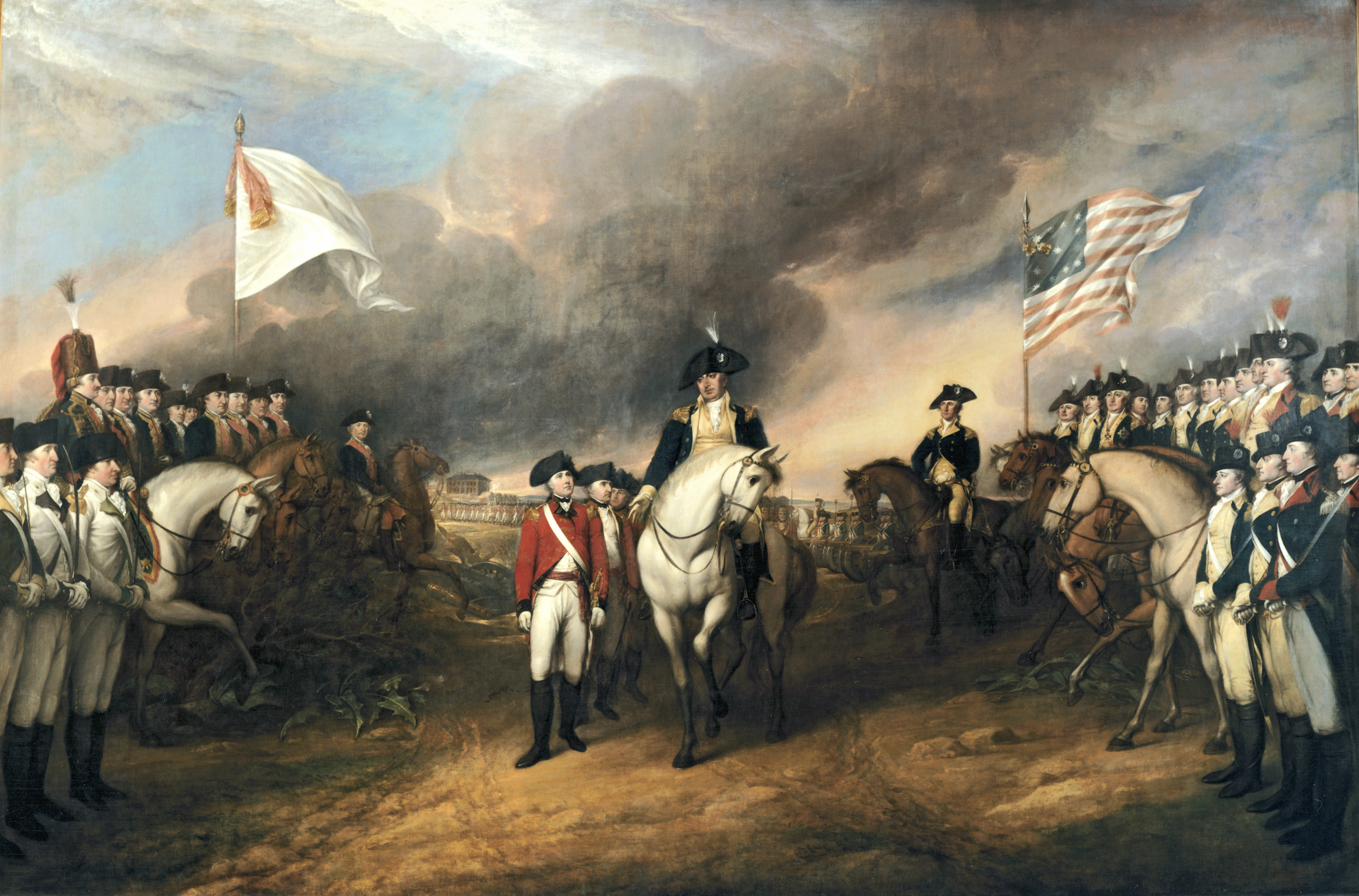
Rendición de Cornwallis en Yorktown por John Trumbull, óleo sobre lienzo, 1820. El coronel Hamilton está representado en el extremo izquierdo de los cuatro hombres en pie al borde derecho de la pintura.

 El 31 de julio de 1781, Washington se ablandó y asignó a Hamilton como comandante de un batallón de compañías de infantería ligera de los Regimientos 1.º y 2.º de Nueva York y dos compañías provisionales de Connecticut. En el planeamiento para el asalto sobre Yorktown, a Hamilton se le dio el mando de tres batallones, que iban a luchar junto con sus aliadas tropas francesas al tomar los Reductos (Redoubt) núm. 9 y núm. 10 de las fortificaciones británicas en Yorktown. Hamilton y sus batallones combatieron bravamente y tomaron el Reducto núm. 10 con bayonetas en una acción nocturna, como planeado. Los franceses también lucharon bravamente, sufrieron muchas bajas, y tomaron el Reducto núm. 9. Estas acciones forzaron a los británicos a rendir todo un ejército en Yorktown (Virginia), efectivamente poniendo fin a las grandes operaciones militares en Norteamérica.

### El congreso de la confederación
Después de la batalla de Yorktown, Hamilton renunció a su comisión. Fue nombrado en julio de 1782 para el Congreso de la Confederación como un representante de Nueva York para el período que empezaba en noviembre de 1782. Antes de su nombramiento al Congreso en 1782, Hamilton ya estaba compartiendo sus críticas del Congreso. Expresó estas críticas en su carta a James Duane datando el 3 de septiembre de 1780. En esta parte escribió, «El defecto fundamental es un deseo de poder en el Congreso... la confederación en sí misma es defectuosa y requiere ser alterada; ni es adecuada para la guerra ni para la paz».
Mientras estaba en el personal de Washington, Hamilton se había frustrado con la naturaleza descentralizada del Congreso Continental en tiempos de guerra, particularmente su dependencia sobre los estados para apoyo financiero voluntario. Bajo los Artículos de la Confederación, el Congreso no tenía poder para recaudar impuestos o exigir dinero a los estados. Esta falta de una fuente estable de fondos habían hecho que resultara difícil para el Ejército Continental tanto el obtener sus provisiones necesarias como el pagar a sus soldados. Durante la guerra, y durante un tiempo después, el Congreso obtuvo los fondos que pudo de subsidios del rey de Francia, de una ayuda pedida por varios estados (que a menudo no eran capaces o no querían contribuir), y de préstamos europeos.
Una enmienda a los Artículos había sido propuesta por Thomas Burke, en febrero de 1781, para dar al Congreso el poder de recaudar un impuesto del 5%, debido sobre todas las importaciones, pero esto requería la ratificación de todos los estados; su aprobación como ley se vio que era imposible después de que Rhode Island lo rechazase en noviembre de 1782. Madison se unió a Hamilton a la hora de persuadir al Congreso para que enviara una delegación para convencer a Rhode Island de que cambiara de opinión. Su informe recomendando a la delegación argumentó que el gobierno federal necesitaba no sólo cierto nivel de autonomía financiera, pero también la capacidad de hacer leyes que se sobreponían a las de los estados individuales. Hamilton transmitió una carta argumentando que el Congreso ya tenía el poder de imponer impuestos, puesto que tenía el poder de fijar las sumas debidas por varios estados; pero la rescisión de Virginia de su propia ratificación acabó con las negociaciones con Rhode Island.: 176 

### El Congreso y el ejército
Mientras Hamilton estaba en el Congreso, soldados descontentos empezaron a suponer un peligro para los jóvenes Estados Unidos. La mayor parte del ejército estaba entonces situado en Newburgh, Nueva York. Aquellos en el ejército estaban pagando por la mayor parte de sus suministros, y no se les había pagado en ocho meses. Más aún, los oficiales continentales habían sido prometidos, en mayo de 1778, después de Valley Forge, una pensión de la mitad de su paga cuando se licenciaban. A principios de la década de 1780, debido a la estructura del gobierno bajo los Artículos de Confederación, no tenía poder de imponer impuestos bien para recaudas o para pagar a sus soldados. En 1782 después de varios meses sin paga, un grupo de oficiales se organizaron para enviar una delegación para hacer presión en el Congreso, liderada por el capitán Alexander McDougall. Los oficiales tenían tres demandas: la paga del ejército, sus propias pensiones y la conmutación de aquellas pensiones en un pago único si el Congreso no fue capaz de permitirse las pensiones de medio salario de por vida. El Congreso rechazó la propuesta.
Varios congresistas, incluidos Hamilton, Robert Morris y Gouverneur Morris, intentaron usar esta conspiración de Newburgh como ventaja para asegurar apoyo de los estados y en el Congreso para financiar al gobierno nacional. Animaron a MacDougall a continuar su enfoque agresivo, amenazando con consecuencias desconocidas si sus demandas no se cumplían, y derrotó propuestas que habría resuelto la crisis sin establecer unos impuestos federales generales: que los estados asumieran la deuda con el ejército, o que un impuesto se estableciera dedicado al solo propósito de pagar esa deuda.
Hamilton sugirió usar las pretensiones del Ejército prevaleciera sobre los estados para el sistema de financiación nacional propuesto. Los Morrises y Hamilton contactaron con Knox para sugerir que él y los oficiales desafían a la autoridad civil, al menos no disolviendo si el ejército no era satisfecho. Hamilton escribió a Washington para sugerir que Hamilton encubiertamente «asumía la dirección» de los esfuerzos de los oficiales para asegurar rectificaciones, para asegurar la financiación continental pero manteniendo al ejército dentro de los límites de moderación.: 177  Washington contestó a Hamilton, declinando introducir al ejército. Después de que la crisis hubiera acabado, advirtió de los peligros de usar al ejército como palanca para obtener apoyo para el plan de financiación nacional.: 177–180 
El 15 de marzo, Washington apaciguó la situación en Newburgh dando un discurso a los oficiales. El Congreso ordenó al Ejército que se disolviera oficialmente en abril de 1783. En el mismo mes, el Congreso aprobó una nueva medida para un impuesto de 25 años —contra lo que votó Hamilton— que de nuevo requirió el consentimiento de todos los estados; también aprobó una conmutación de las pensiones de los oficiales a cinco años de paga plena. Rhode Island de nuevo se opuso a estas provisiones, y las robustas afirmaciones de Hamilton de prerrogativas nacionales en su carta precedente fueron ampliamente consideradas como excesivas.
En junio de 1783, un grupo diferente de soldados descontentos de Lancaster (Pensilvania), envió al Congreso una petición exigiendo que se les devolviera su paga. Cuando empezaron a marchar hasta Filadelfia, el Congreso encargó a Hamilton y otros dos que interceptara a la muchedumbre.: 180  Hamilton exigió a la milicia al Consejo Ejecutivo Supremo de Pensilvania, pero fue rechazado. Hamilton ordenó al Secretario Asistente de Guerra William Jackson que interceptara a los hombres. Jackson no tuvo éxito. La muchedumbre llegó a Filadepfia, y los soldados exigieron su paga al Congreso. El Presidente del Congreso Continental, John Dickinson, temía que no se pudiera confiar en la milicia del estado de Pensilvania, y rechazó su ayuda. Hamilton arguyó que el Congreso debía reunirse en Princeton (Nueva Jersey). El Congreso estuvo conforme, y se reubicó allí.: 182  Frustrado con la debilidad del gobierno central, estando Hamilton en Princeton hizo una llamada para revisar los Artículos de la Confederación. Esta resolución contenía muchos rasgos de la futura Constitución de los EE. UU., incluyendo un fuerte gobierno federal con la capacidad para recaudar impuestos y organizar un ejército. También incluía la separación de poderes en las ramas ejecutiva, legislativa y judicial.: 183 

### Regreso a Nueva York
Hamilton dimitió del Congreso, y en julio de 1782 aprobó la prueba de acceso a la abogacía y abrió un bufete en Albany después de seis meses de educación autodidacta.: 169  Cuando los británicos dejaron Nueva York en 1783 trabajó allí en compañía de Richard Harison. Se especializó en defender a los tories y a británicos, como en Rutgers v. Waddington, caso en el que derrotó una pretensión por daños sufridos por una cervecería por los ingleses que la ocuparon durante la ocupación militar de Nueva York. Solicitó al Tribunal del Alcalde que interpretara la ley estatal de forma coherente con el Tratado de París de 1783 que había puesto fin a la Guerra de Independencia.: 197–199 : 64–69 
En 1784, fundó el Banco de Nueva York que se convirtió en uno de los bancos que estuvo activo durante más tiempo en la historia estadounidense, siguió en los negocios durante más de 220 años después de fusionarse con otro banco en 2007. Hamilton fue uno de los hombres que restauraron el King's College, que se había suspendido desde 1776 y severamente dañado durante la guerra, como el Columbia College. Insatisfecho desde hace tiempo con los débiles Artículos de la Confederación, puesto que tuvo un liderazgo principal en la Convención de Annapolis en 1786. Hizo el borrador de su resolución para una convención constitucional, y al hacerlo se acercó un poco más a su largo deseo de tener un gobierno federal más poderoso, más independiente financieramente.

## La constitución y los Papeles federalistas

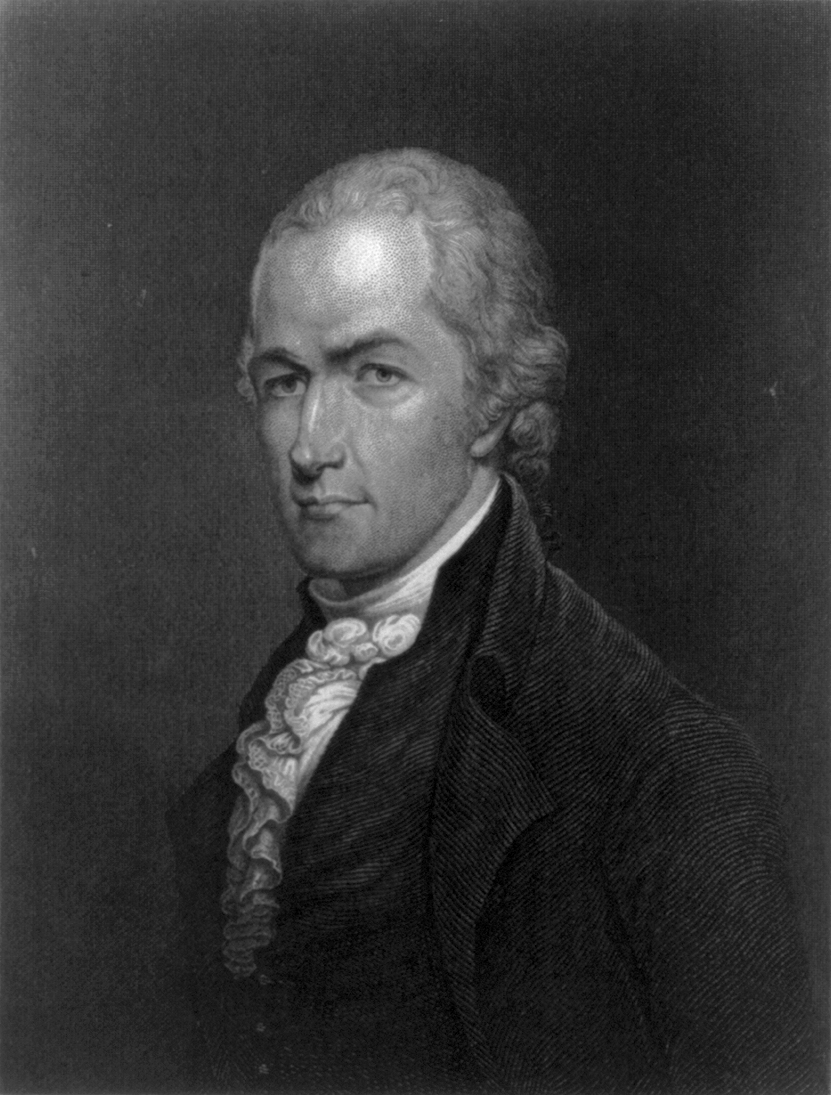
Hamilton poco después de la Revolución americana.

### Convención constitucional y ratificación de la Constitución
En 1787, Hamilton desempeñó el cargo de parlamentario para el condado de Nueva York en la Legislatura del Estado de Nueva York y fue elegido como un delegado para la Convención constitucional por su suegro Philip Schuyler. : 191  Incluso aunque Hamilton había sido un líder al reclamar una nueva Convención constitucional, su influencia directa en la propia Convención fue bastante limitada. La facción del gobernador George Clinton en la Legislatura de Nueva York había elegido los otros dos delegados neoyorquinos, John Lansing, Jr. y Robert Yates, y los dos se oponían a la pretensión de Hamilton de un fuerte gobierno nacional.: 227–228  Así, cuando cualquiera de los otros dos miembros de la delegación de Nueva York estaba presente, decidían el voto de Nueva York, para asegurar que no se producían grandes alteraciones de los Artículos de la Confederación.: 195 
A principios de la Convención pronunció un discurso proponiendo Presidente vitalicio; no tuvo ningún efecto en las deliberaciones de la convención. Propuso tener un presidente electo y senadores que desempeñaban el cargo durante toda su vida, dependiendo de «buen comportamiento» y sujeto a la posibilidad de ser cesado por corrupción o el abuso; esta idea contribuyó más tarde a un punto de vista hostil de Hamilton como un simpatizante monárquico, sostenido por James Madison.: 232  Según las notas de Madison, Hamilton dijo que en relación con el Ejecutivo, «el modelo inglés era el único bueno en este aspecto. El interés hereditario del rey estaba tan entrelazado con lo de la nación, y sus ingresos personales tan grandes, que él estaba colocado por encima del peligro de ser corrompido desde el extranjero... Dejemos que se nombre un Ejecutivo de por vida que se atreva a ejercer sus poder».
Hamilton arguyó, «Y déjame observar que un ejecutivo es menos peligroso para las libertades del pueblo cuando en el cargo lo desempeña de forma vitalicia en vez de durante siete años. Puede decirse que esto constituye como una monarquía electiva... Pero haciendo que el ejecutivo estuviera sujeto a impeachment, el término 'monarquía' no puede aplicarse...» Durante la convención, Hamilton escribió un borrador de Constitución basado en los debates de la convención, pero nunca lo presentó. Este borrador tenía la mayor parte de los rasgos de la Constitución real. En este borrador, el Senado iba a ser elegido en proporción a la población, siendo dos quintos el tamaño de la Casa, y el presidente y los senadores iban a ser elegidos por medio de complejas elecciones en diversas etapas, en la que electores escogidos elegirían cuerpos de electores menores; desempeñarían el cargo de por vida, pero se les podía quitar si se comportaban mal. El presidente tendría un veto absoluto. El Tribunal Supremo tendría una jurisdicción inmediata sobre todos los litigios que implicaran a los Estados Unidos, y los gobernadores de los estados serían nombrados por el gobierno federal.
Al final de la Convención, Hamilton aún no estaba satisfecho con la Constitución final, pero la firmó de todas formas como una vasta mejora sobre los Artículos de la Confederación, y urgió a sus compañeros delegados que lo hicieran también. Puesto que los otros dos miembros de la delegación de Nueva York, Lansing y Yates, ya se habían retirado, Hamilton fue el único firmante de Nueva York de la Constitución de los Estados Unidos.: 206  Entonces tomó una parte muy activa en la exitosa campaña por la ratificación del documento en Nueva York en 1788, que fue un paso crucial en su ratificación nacional. Primero usó la popularidad de la Constitución por las masas para obligar a George Clinton a firmarlo, pero no tuvo éxito. La convención del estado en Poughkeepsie en junio de 1788 enfrentó a Hamilton, Jay, James Duane, Robert Livingston, y Richard Morris con la facción clintoniana liderada por Melancton Smith, Lansing, Yates, y Gilbert Livingston.
La facción de Hamilton estuvo en contra de cualquier ratificación condicional, bajo la impresión de que Nueva York no sería aceptada en la Unión, mientras que la facción de Clinton quería enmendar a la Constitución, mientras que mantenía el derecho del estado a separarse si sus intentos fracasaban. Durante la convención del estado, Nueva Hampshire y Virginia se convirtieron en los estados noveno y décimo en ratificar la Constitución, respectivamente, habían asegurado cualquier aplazamiento no se produciría y se podría alcanzar un compromiso. Los argumentos de Hamilton que se usaron para las ratificaciones fueron en gran medida reiteraciones de la obra de The Federalist Papers, y Smith al final aceptó la ratificación, aunque era más por necesidad que por la retórica de Hamilton. El voto sobre la constitución del estado fue ratificado 30 a 27, el 26 de julio de 1788.
En 1788, Hamilton sirvió durante otro período en el que demostró que era la última sesión del Congreso continental bajo los Artículos de la Confederación. Cuando terminó el período de Philip en 1791, fue elegido en su lugar el fiscal general de Nueva York, un tal Aaron Burr. Hamilton culpó a Burr por este resultado, y aparecieron malas imágenes de Burr en su correspondencia posterior. Los dos hombres trabajaron juntos de vez en cuando en diversos proyectos, incluyendo el ejército de Hamilton de 1798 y la Manhattan Water Company.

### The Federalist Papers
Hamilton reclutó a John Jay y James Madison para escribir una serie de ensayos defendiendo la Constitución propuesta, hoy conocidos como The Federalist Papers, y fue quien más contribuyó a este esfuerzo, escribiendo 51 de los 85 ensayos publicados (Madison escribió 29, Jay cinco). Hamilton supervisó todo el proyecto, implicó a los participantes, escribió la mayoría de los ensayos, y supervisó la publicación. Durante el proyecto cada persona era responsable de sus áreas de experiencia. Jay se dedicó a las relaciones exteriores, Madison cubrió la historia de las repúblicas y confederaciones, junto con la anatomía del nuevo gobierno y Hamilton se dedicó a las ramas del gobierno que le eran más cercanas: las ramas judicial y ejecutiva, con algunos aspectos del Senado, así como cubriendo asuntos militares e impuestos: 247–248  Los papeles aparecieron por vez primera en The Independent Journal el 27 de octubre de 1787.: 247 
Hamilton escribió el primer papel firmado como Publius («Publio») y todos los papeles posteriores fueron firmados con este nombre.: 210  Jay escribió los siguientes cuatro papeles para hablar de las debilidades de la confederación y la necesidad de unidad contra la agresión extranjera y contra la división en confederaciones rivales, y, excepto por el Número 64, no se vio implicado más.: 253 : 211  Lo más destacado de Hamilton incluye discusiones que aunque las repúblicas habían sido culpables de desórdenes en el pasado, los avances en la «ciencia de la política» habían cultivado principios que aseguraban que aquellos abusos podían evitarse, como la división de poderes, los checks and balances legislativos, un Poder Judicial independiente, y legisladores que estaban representados por electores (Números 7-9).: 254  Hamilton también escribió una amplia defensa de la constitución (N.º 23-36), y discutió el Senado y las ramas judicial y ejecutiva en los números 65-85. Hamilton y Madison trabajaron para describir el anárquico estado de la confederción en números 15-22, y han sido descritos como algo no totalmente diferente en pensamiento durante esta época en contraste con la franca oposición en un momento posterior de su vida.: 252–255  Aparecieron sutiles diferencias con los dos cuando discutieron la necesidad de alzar ejércitos: 257 .

### Reconciliación entre Nueva York y Vermont
En 1764 el rey Jorge III había decidido en favor de Nueva York en una disputa entre Nueva York y Nuevo Hampshire sobre la región que más tarde se convertiría en el estado de Vermont. Nueva York rechazó entonces reconocer las pretensiones a la propiedad derivada de cesiones del gobernador de Nueva Hampshire Benning Wentworth durante sus precedentes quince años cuando el territorio había estado gobernado como una parte, de facto, de Nueva Hampshire. Consecuentemente, el pueblo del territorio en disputa, llamados los Concesiones de Nuevo Hampshire (New Hampshire Grants), resistieron la aplicación por la fuerza de la ley de Nueva York dentro de los Grants. La milicia de Ethan Allen llamó a los Green Mountains Boys, conocidos por éxitos en la guerra contra los británicos en 1775, fue originalmente formado con el propósito de resistir al gobierno colonial de Nueva York. En 1777 los estadistas de los Grants declararon que era estado separado que se llamaría Vermont, y a principios de 1778 habían erigido un gobierno estatal.
Durante 1777-1785, se denegó repetidamente la representación en el Congreso Continental, en gran medida porque Nueva York insistió en que Vermont era legalmente parte de Nueva York. Vermont asumió la posición de que debido a que sus peticiones de admisión en la Unión se denegaban, no era parte de los Estados Unidos, no sujetos al Congreso, y con libertad para negociar por separado con los británicos. Las posteriores negociaciones de Haldimand llevaron a algunos intercambios de prisioneros de guerra. El tratado de paz de 1783 que puso fin a la guerra incluyó a Vermont dentro de los límites de los Estados Unidos. El 2 de marzo de 1784, el gobernador George Clinton de Nueva York pidió al Congreso que declarara la guerra con el propósito de derrocar al gobierno de Vermont, pero el Congreso no tomó ninguna decisión.
Para 1787 el gobierno de Nueva York casi había abandonado los planes para subyugar Vermont, pero aún pretendía jurisdicción. Como un miembro de la legislatura de Nueva York, Hamilton argumentó con fuerza y con mucha extensión en favor de la ley para reconocer la soberanía del estado de Vermont, contra las numerosas objeciones su constitucionalidad y política. Se retrasó para un momento posterior considerar esta ley. Desde 1787 hasta 1789 Hamilton intercambió cartas con Nathaniel Chipman, un abogado que representaba a Vermont. En 1788 la nueva Constitución de los Estados Unidos entró en vigor, con su plan para reemplazar el Congreso Continental unicameral con un nuevo Congreso formado por el Senado y una Casa de Representantes. Hamilton escribió: 

Uno de los primeros temas que se deliberaron dentro del nuevo Congreso sería la independencia de Kentucky [en aquella época aún una parte de Virginia], por lo que estaban ansiosos los estados meridionales. Los norteños estarían satisfechos por encontrar un contrapeso en Vermont.

En 1790 la legislatura de Nueva York decidió abandonar la pretensión de Nueva York sobre Vermont si el Congreso decidía admitir a Vermont dentro de la Unión y si las negociaciones entre Nueva York y Vermont sobre el límite entre los dos estados se concluyeran satisfactoriamente. En 1790, los negociadores discutieron no sólo la frontera, sino también una compensación financiera de quienes cedieron tierra de Nueva York cuyas cesiones Vermont rechazaron reconocerlo porque se enfrentaban con cesiones anteriores de Nueva Hampshire. Se llevó a un acuerdo de compensación en cantidad de 30.000 dólares españoles, y Vermont fue admitido dentro de la Unión en 1791.

## Secretario del Tesoro

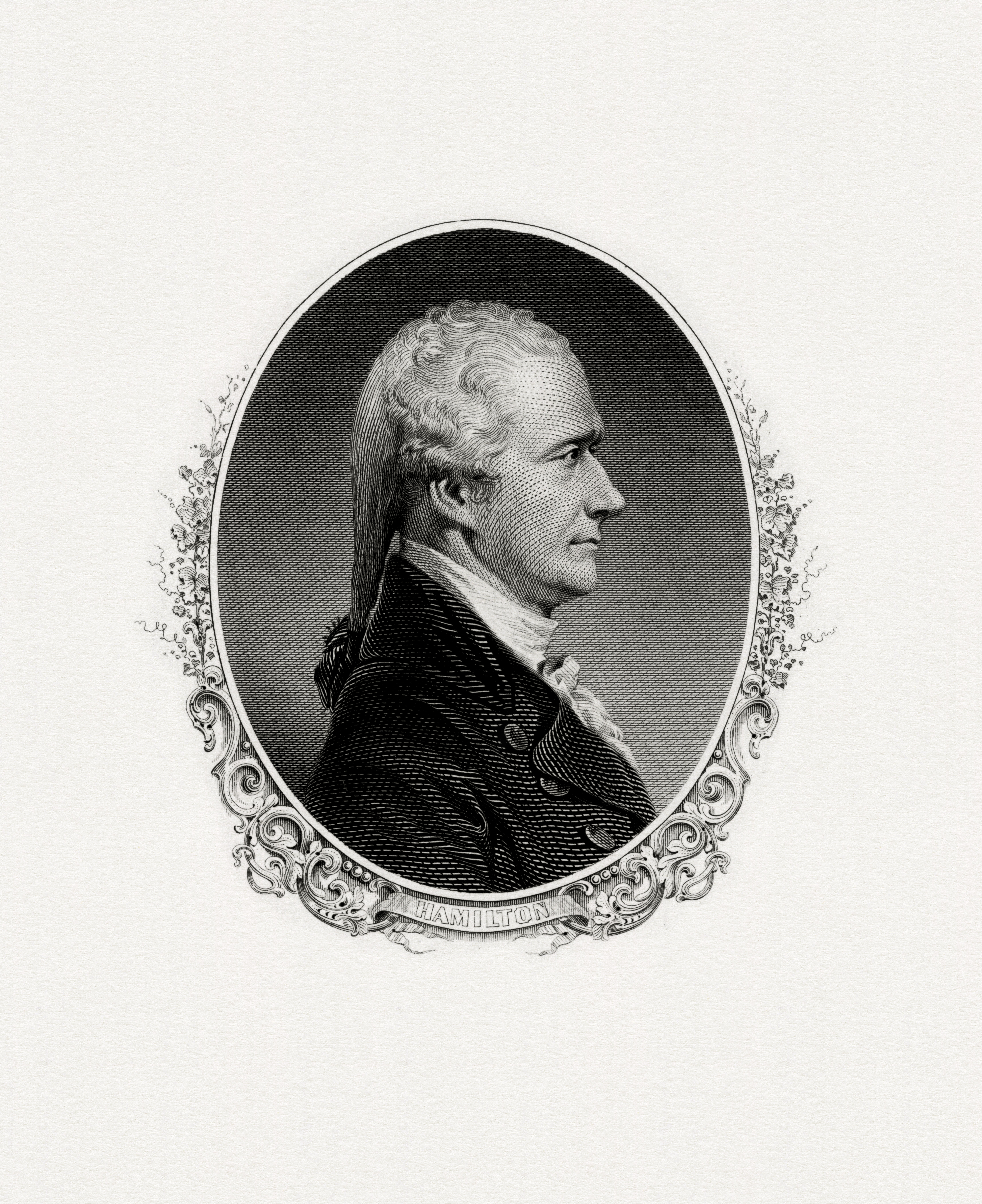
Un retrato de la Oficina de Grabado e Impresión de los Estados Unidos de Hamilton como Secretario del Tesoro

El presidente George Washington nombró a Hamilton como el primer Secretario del Tesoro de los Estados Unidos el 11 de septiembre de 1789. Dejó el cargo el último día de enero de 1795. Mucha de la estructura del gobierno de los Estados Unidos se fijó en aquellos cinco años, comenzando con la estructura y función del propio gabinete. El biógrafo Forrest McDonald arguye que Hamilton vio su cargo, como el del británico Primer lord del Tesoro, como el equivalente de un primer ministro. Hamilton supervisó a sus colegas bajo el reinado electivo de George Washington. Washington requirió el consejo de Hamilton y ayuda en materias fuera del alcance del Departamento del Tesoro. En 1791, siendo secretario, Hamilton fue elegido fellow de la Academia Americana de las Artes y las Ciencias. Hamilton sometió varios informes financieros al Congreso. Entre estos estaban el Primer informe sobre el crédito público, Operaciones de la Ley que establece obligaciones sobre las importaciones, Informe sobre un banco nacional, Sobre el establecimiento de una ceca, Informe sobre manufacturas, y el Informe sobre un plan para apoyar más al crédito público. Así, los grandes objetivos del proyecto de Hamilton de una república administrativa es el establecimiento de estabilidad.

### Informe sobre el crédito público
Antes de la suspensión de la Casa en septiembre de 1789, pidieron a Hamilton que elaborara un informe con sugerencias sobre cómo mejorar el crédito público en enero de 1790. Hamilton había escrito a Robert Morris ya tan pronto como 1781 que arreglar el crédito público ganaría su objetivo de independencia. Las fuentes que Hamilton usó iban desde franceses como Jacques Necker y Montesquieu a escritores británicos como Hume, Hobbes, y Malachy Postlethwayt.: 296  Mientras escribía el informe también buscó sugerencias de contemporáneos como John Knox Witherspoon, y Madison. Aunque se mostraron de acuerdo en impuestos adicionales como las destilerías y las obligaciones sobre licores importados e impuestos sobre la tierra, Madison temía que los bonos del gobierno caería en manos extranjeras.: 121 : 244–245 
En el informe, Hamilton sentía que los bonos deberían pagarse a su valor pleno a sus legítimos propietarios, incluyendo aquellos que asumieron el riesgo financiero de comprar bonos del gobierno que la mayor parte de los expertos creyeron que nunca se redimirían.

### Informe sobre un banco nacional
El informe de Hamilton sobre un banco nacional fue una proyección del primer informe sobre el crédito público. Aunque Hamilton había estado pensando sobre un banco nacional ya en 1779,: 268  reunió ideas de formas diversas a lo largo de once años. Entre ellas se recogían teorías tomadas de Adam Smith, amplios estudios sobre el Banco de Inglaterra, las equivocaciones del Banco de Norteamérica y su experiencia a la hora de establecer el Banco de Nueva York. También usó informes americanos de James Wilson, Pelatiah Webster, Gouverneur Morris, y de su secretario del tesoro ayudante Tench Coxe.
Hamilton sugirió que el Congreso tenía que constituir el Banco Nacional con una capitalización de 10 millones, un quinto del cual sería manejado por el gobierno. Puesto que el gobierno no tenía el dinero, podía pedir prestado el dinero del banco mismo, y devolver el préstamo en diez pagos anuales idénticos.: 194  El resto iba a estar disponible para inversores privados. El banco sería gobernado por un consejo de directores de veinticinco miembros que representarían a una amplia mayoría de los partícipes privados, que Hamilton consideró esencial para que estuviera bajo una dirección privada.: 268  El modelo de banco de Hamilton se parecía mucho al Banco de Inglaterra, excepto que Hamilton quería excluir que el gobierno se viera involucrado en la deuda pública, sino proporcionar dinero flexible, firme y grande, para el funcionamiento de los negocios normales y el habitual desarrollo económico, entre otras diferencias.: 194–195  Para obtener ingresos fiscales que pusieran en marcha el banco, era lo mismo que había propuesto anteriormente; impuestos sobre las bebidas alcohólicas importadas: ron, licor, y whisky.: 195–196 
El proyecto de ley pasó por el Senado prácticamente sin problemas, pero se fueron incrementando las objeciones a la propuesta para la época en que llegó a la Casa de Representantes. Se solía decir por los críticos que Hamilton estaba sirviendo a los intereses del Noreste por medio del banco, y que aquellos con un estilo de vida agrario no se beneficiarían de ello.: 270  Entre aquellos críticos estaba James Jackson de Georgia, quien también intentaba rechazar el informe cogiendo citas de The Federalist Papers.: 270  Madison y Jefferson también se opusieron a la propuesta de ley sobre el banco. El potencial de que el capital no se trasladara al Potomac si el banco iba a tener un firme establecimiento en Filadelfia (la que entonces era capital de los Estados Unidos) era una razón más significativa, y las acciones que los miembros de Pensilvania del Congreso emprendieron para mantener la capital allí puso nerviosos a ambos hombres.: 199–200 
Madison advirtió que los miembros del congreso de Pensilvania que él atacaría el proyecto como inconstitucional en la Casa, y llevó a cabo su amenaza.: 200  Madison defendió su caso de dónde podría establecerse un banco dentro de la Constitución, pero fracasó en su intento de convencer a miembros de la Casa, y su autoridad sobre la constitución fue cuestionada por unos pocos miembros.: 200–201  El proyecto con el tiempo fue aprobado de forma aplastante 39 a 20, el 8 de febrero de 1791.: 271 
Washington dudó a la hora de firmar la ley, pues recibió sugerencias del fiscal general Edmund Randolph y Thomas Jefferson. Jefferson descartó la cláusula «necesario y adecuado» como una razón para la creación de un banco nacional, afirmando que los poderes enumerados «pueden todos ejecutarse sin un banco».: 271–272  Junto con las objeciones de Randolph y Jefferson, la implicación de Washington en el movimiento de capital de Filadelfia también se cree que fue la razón para sus dudas.: 202–203  En respuesta a la objeción de la cláusula «necesario y adecuado», Hamilton afirmó que «Necesidad a menudo significa que nada más que necesario, imprescindible, incidental, útil o dirigido a», y el banco era una «especie conveniente de medio en el que (los impuestos) han de pagarse».: 272–273  Washington al final firmaría la propuesta para que se convirtiera en una ley.: 272–73 

### Establecimiento de la ceca estadounidense

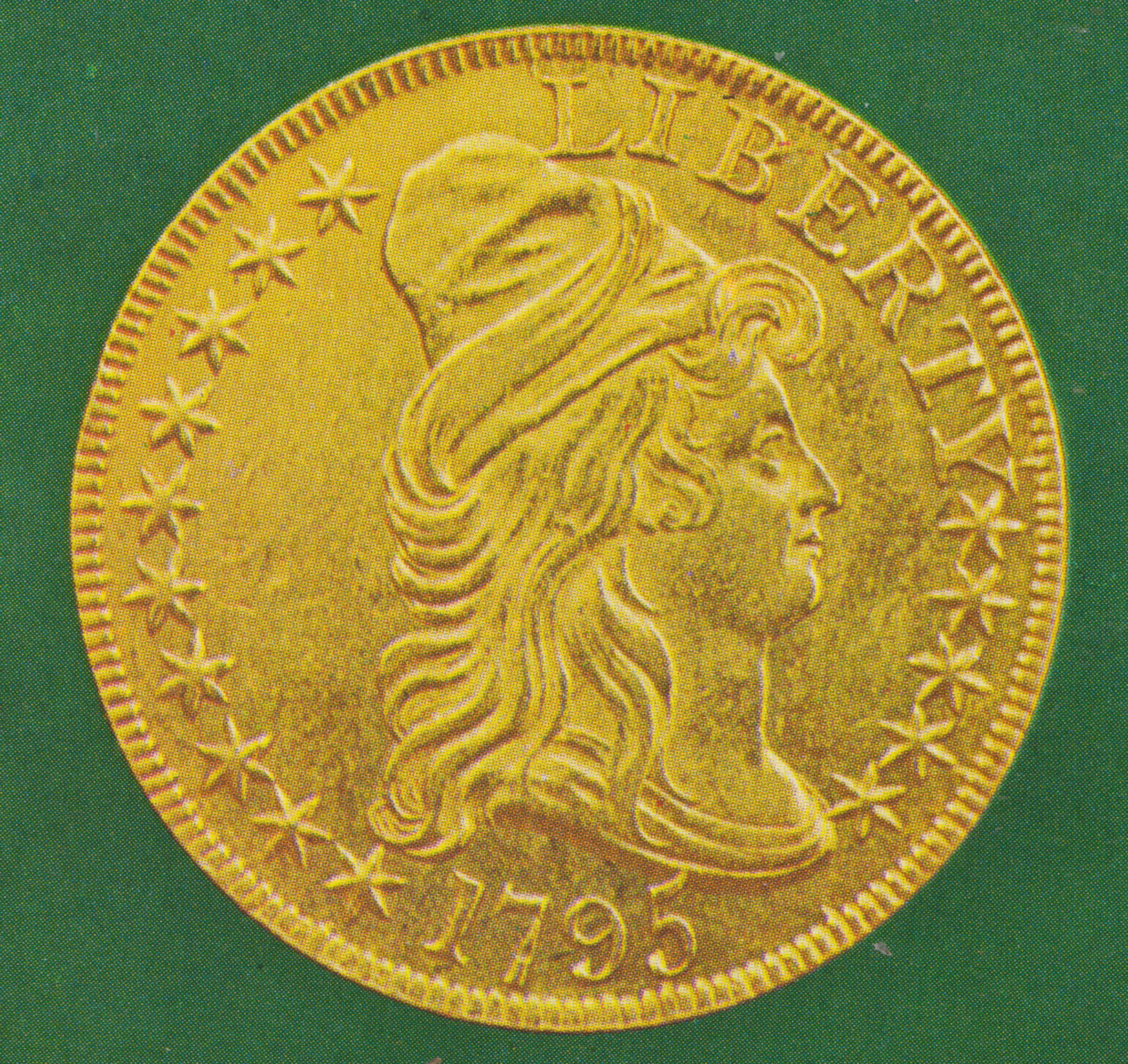
Un águila de cabeza de turbante, una de las primeras monedas de oro acuñadas en virtud de la Ley de Acuñación de 1792.

En 1791, Hamilton sometió el Informe sobre el Establecimiento de una ceca a la Casa de Representantes. Muchas de las ideas de Hamilton para este informe procedían de economistas europeos, decisiones de reuniones del Congreso Continental de 1785 y 1786, y de personas como Robert Morris, Gouverneur Morris y Thomas Jefferson.: 197 
Debido a que las monedas que más circulaban en los Estados Unidos en la época era moneda española, Hamilton propuso que se acuñara un dólar estadounidense que pesara casi tanto como el peso español y esa sería la manera más sencilla de introducir una moneda nacional. Hamilton difería de los equivalentes europeos en política monetaria en su deseo de sobrevalorar el oro en relación con la plata, sobre la base de que los Estados Unidos siempre recibirían un influjo de plata de las Indias Occidentales.: 197  A pesar de su preferencia personal por un patrón oro monometálico, al final emitió una moneda bimetálica en una proporción fija de 15:1 de plata en relación con el oro.: 197 
Hamilton propuso que el dólar estadounidense tuviera monedas fraccionadas usando decimales, más que octavos como la moneda española. Esta innovación fue sugerida, inicialmente, por el Superintendente de finanzas Robert Morris, con quien Hamilton tuvo correspondencia después de examinar una de las monedas Nova Constellatio de Morris en 1783. También deseaba la acuñación de monedas de menor valor, para reducir el coste de la vida para los pobres.: 198  Uno de sus principales objetivos fue que el público en general se acostumbrara a manejar dinero con frecuencia.: 198 
Para 1792, los principios de Hamilton fueron adoptados por el Congreso, lo que dio como resultado la Ley de Acuñación de 1792, y la creación de la Casa de Moneda de los Estados Unidos. Iba a haber una moneda Gold Eagle de diez dólares, un dólar de plata y moneda fraccionaria que iba de un medio a cincuenta centavos. La acuñación de plata y oro fue emitida para 1795.

### Revenue Cutter Service

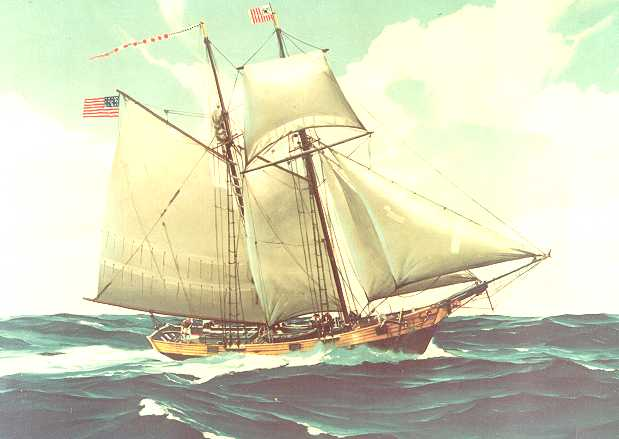
Una pintura de un cúter de la Revenue Marine, que puede ser el Massachusetts (1791), o su sustituto, el Massachusetts II.

El contrabando frente a las costas estadounidenses fue un problema ya antes de la guerra de la independencia, y después de la revolución se hizo más problemático. Junto con el contrabando, la carencia de control de los barcos, la piratería y el desequilibrio fiscal eran también grandes problemas. Como respuesta, Hamilton propuso al Congreso constituir una fuerza de policía naval llamada revenue cutters para patrullar las aguas y ayudar a los recaudadores de aduanas con el la confiscación del contrabando.: 340  Esta idea también fue propuesta para ayudar en el control tarifario, impulsando la economía estadounidense, y promover la marina mercante. Se cree que su experiencia, obtenida mientras era aprendiz de Nicholas Kruger, influyó mucho en sus decisiones.: 32 
En relación con los detalles del «Sistema de cúters», Hamilton quería que los primeros diez cúteres en diferentes zonas en los Estados Unidos, desde Nueva Inglaterra hasta Georgia.: 340  Cada uno de aquellos cúteres iba a armarse con diez mosquetes y bayonetas, veinte pistolas, dos buriles, un hacha ancha y dos linternas. El material de las velas era de elaboración doméstica;: 340  y se previó el suministro de comida a los empleados y la etiqueta a la hora de abordar embarcaciones.: 340  El Congreso estableció el Revenue Cutter Service el 4 de agosto de 1790, lo que es visto como el nacimiento de la Guardia Costera de Estados Unidos.

### El whisky y los ingresos fiscales
Una de las principales fuentes de ingresos que Hamilton consiguió que el Congreso aprobara fue un impuesto indirecto sobre el whisky. En su primera Ley Tarifaria en enero de 1790, Hamilton propuso subir los tres millones de dólares necesarios para pagar por los gastos del gobierno e interés sobre deuda doméstica y extranjera por medio de un incremento de obligaciones sobre vinos importados, licores destilados, té, café y licores domésticos. Fracasó, con el Congreso cumpliendo con la mayor parte de las recomendaciones excluyendo el impuesto sobre el consumo del whisky (el arancel de Madison del mismo año fue una modificación de Hamilton que implicaba sólo sobre bienes importados y fue aprobado en septiembre).
En respuesta a la diversificación de ingresos fiscales, como tres cuartas partes de los ingresos reunidos era del comercio con Gran Bretaña, Hamilton intentó de nuevo durante su Informe sobre el crédito público cuando lo presentó en 1790 para implementar un impuesto sobre el consumo tanto sobre licores nacionales como importados.: 342  El grado de imposición se graduó en proporción a la prueba de whisky, y Hamilton pretendía igualar la carga fiscal sobre licores importados y los nacionales. En lugar de las tasas sobre la producción los ciudadanos podían pagar 60 centavos por el galón de capacidad para dispensar, junto con una excepción sobre pequeños alambiques usados exclusivamente para el consumo doméstico. Se dio cuenta de que el odio que el impuesto recibiría en las zonas rurales, pero pensó que el impuesto sobre licores más razonable que las contribuciones sobre la tierra.: 342 
La oposición vino inicialmente de la Casa de Representantes de Pensilvania protestando contra el impuesto. William Maclay había señalado que ni siquiera los legisladores de Pensilvania habían sido capaces de hacer cumplir los impuestos especiales en las regiones occidentales del estado.: 342–343  Hamilton era consciente de las potenciales dificultades y propuso que los inspectores pudieran tener la habilidad de registrar edificios que los destiladores habían ideado para almacenar sus licores, y serían capaces de buscar en lugares sospechosos de almacenar licores ilegales para confiscar contrabando con un warrant. Aunque los inspectores no tenían permitido buscar en casas y bodegas, visitarían dos veces al día y redactarían informes semanales en amplio detalle.: 343  Hamilton les advirtió contra medios judiciales expeditivos, y favoreció un juicio por jurado con potenciales ofensores. Tan pronto como 1791 los locales empezaron a amenazar o evitar a los inspectores, pues sentían que los métodos de inspección eran intrusivos.: 343  Los inspectores eran también embreados y emplumados, cegados y azotados. Hamilton había intentado calmar a la oposición con bajos niveles fiscales, pero no fue suficiente.: 468 
La fuerte oposición a los impuestos sobre el whisky elaborado por productores artesanales en regiones rurales y remotas estalló en la rebelión del whisky en 1794; en Pensilvania occidental y Virginia occidental, el whisky era el producto de exportación básico y era fundamental para la economía local. En respuesta a la rebelión, creyendo que cumplir las leyes era algo vital para establecer la autoridad federal, Hamilton acompañó al lugar de la rebelión al presidente Washington, el general Henry «Caballo Ligero Harry» Lee, y más tropas federales que nunca se habían reunido en un solo lugar durante la Revolución. Esta impresionante muestra de fuerza intimidó a los líderes de la insurrección, poniendo fin a la rebelión virtualmente sin derramamiento de sangre.

### Manufacturas e industria

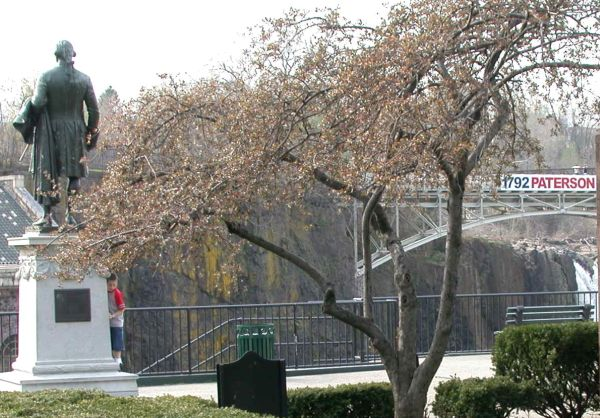
Una estatua de Hamilton por Franklin Simmons, con vistas a las Grandes cascadas del río Passaic en Paterson, Nueva Jersey, donde Hamilton pensó en usar las cascadas para dar energía a las nuevas fábricas.

El siguiente informe de Hamilton fue su Informe sobre manufacturas. Aunque fue una petición del Congreso el 15 de enero de 1790 para un informe sobre manufacturas que expandiría la independencia de los Estados Unidos, el informe no fue sometido hasta el 5 de diciembre de 1791.: 274, 277  En el informe, Hamilton hizo cita de La riqueza de las naciones y usó a los fisiócratas franceses como un ejemplo para rechazar el agrarismo y la teoría fisiocrática; respectivamente.: 233  Hamilton también rechazó las ideas de Smith de la no interferencia del gobierno, pues podría haber ido en detrimento del comercio con otros países.: 244  Hamilton también pensaba que los Estados Unidos, siendo un país principalmente agrícola, estaría en desventaja al tratar con Europa. En respuesta a los detractores agrícolas, Hamilton afirmó que los intereses de los agricultores mejorarían por las manufacturas,: 276  y que la agricultura sería tan productiva como la manufactura.: 233 : 276 
Entre las maneras en que el gobierno podía ayudar a las manufacturas, Hamilton mencionó la aplicación de impuestos de protección a los productos extranjeros importados que también se fabricaban en los Estados Unidos, para retirar obligaciones creadas sobre materias primas necesarias para las manufacturas domésticas,: 277  fronteras pecuniarias,: 277  y animó la inmigración para que la gente mejorase en unas oportunidades de empleo similares. El Congreso aparcó el informe sin mucho debate (excepto por la objeción de Madison a la formulación de Hamilton de la cláusula del bienestar general, que Hamilton interpretado liberalmente como una base legal para sus extensos programas).
Posteriormente, en 1791, siendo sus ideas sobre las manufacturas una gran influencia, Hamilton, junto con Coxe y otros emprendedores de Nueva York y Filadelfia ayudaron a formar la Sociedad para el Establecimiento de Manufacturas Útiles, una corporación industrial privada. En mayo de 1792, los directores decidieron buscar The Passaic Falls. El 4 de julio de 1792, los directores de la sociedad conocieron a Philip Schuyler en el hotel de Abraham Godwin junto al río Passaic, donde ellos dirigirían una gira inspeccionando la zona para la manufactura nacional. Originalmente se sugirió que excavaran trincheras de una milla de largo y construyan las fábricas lejos de las cataratas, pero Hamilton arguyó que sería demasiado costoso y laborioso.
La ubicación de las Grandes cascadas del río Passaic en Nueva Jersey fue seleccionado debido al acceso a materias primas, estando densamente poblado, y con acceso a la energía del agua de las cataratas del Passaic.: 231  La ciudad industrial recibió el nombre de Paterson por el gobernador de Nueva Jersey William Paterson, quien firmó el acta constitutiva.: 232  Los beneficios derivarían de entidades corporativas específicas más que los beneficios fueran conferidos a la nación y los ciudadanos, que era distinto al informe. Hamilton también sugirió la primera oferta que fuese a medio millón de dólares y con el tiempo se incrementase a un millón, y dio la bienvenida lo mismo al estado que al gobierno nacional.: 280  La compañía nunca tuvo éxito: numerosos accionistas renegaron de los pagos, algunos miembros pronto quebraron, y William Duer, el gobernador del programa, fue enviado a prisión por deudas.: 280  A pesar de los esfuerzos de Hamilton por enmendar el desastre, la compañía desaparecería para el año 1796.

### Surgimiento de los partidos políticos
Durante el desempeño del cargo de Secretario del Tesoro, las facciones políticas empezaron a emerger. Un caucus congresional, liderado por James Madison y William Branch Giles, comenzó como un grupo de oposición a los programas financieros de Hamilton, y Thomas Jefferson se unió a este grupo cuando regresó de Francia. Hamilton y sus aliados empezaron a llamarse a ellos mismos Federalistas. El grupo de oposición, ahora llamado el Partido Demócrata-Republicano por científicos políticos, era en aquella época conocidos como Republicanos.
Hamilton reunió una coalición nacional para obtener apoyo para la administración, incluyendo los programas de expansión financiera Hamilton había hecho una política de administración y especialmente la política de neutralidad del presidente en la guerra europea entre Gran Bretaña y Francia. La campaña de relaciones públicas de Hamilton atacó al ministro francés Edmond-Charles Genêt (se llamó a sí mismo «Ciudadano Genêt») quien intentó apelar directamente a los votantes, que los Federalistas denunciaron como interferencia extranjera en los asuntos estadounidenses. Si la república administrativa de Hamilton iba a tener éxito, los estadounidenses tenían que verse a sí mismos como ciudadanos de la nación, y experimentar una administración que demostró ser firme y los conceptos que se pueden encontrar dentro de la Constitución de los Estados Unidos. Los federalistas impusieron algunos impuestos directos internos pero se alejaron de la mayor parte de las implicaciones de la república administrativa de Hamilton como arriesgada.
Los republicanos jeffersonianos se opusieron a los bancos y las ciudades, y favorecieron a Francia. Construyeron su propia coalición nacional para oponerse a los federalistas. Ambos lados ganaron el apoyo de facciones políticas locales; cada lado desarrolló sus propios periódicos partidistas. Noah Webster, John Fenno, y William Cobbett fueron enérgicos editores para los federalistas; Benjamin Franklin Bache y Philip Freneau fueron feroces editores republicanos. Todos los periódicos se caracterizaban por intensos ataques personales, grandes exageraciones y afirmaciones inventadas. En 1801, Hamilton estableció un periódico diario, el New York Evening Post y llevó a William Coleman como editor. Aún se publica (como el New York Post).
La disputa más conocida es la que se desarrolló entre Hamilton y Jefferson, e históricamente es la más importante de la historia estadounidense. La incompatibilidad entre Hamilton y Jefferson fue realzado por un deseo nada disimulado de cada uno de ser el principal asesor de Washington, el de más confianza.

### Tratado Jay y Gran Bretaña

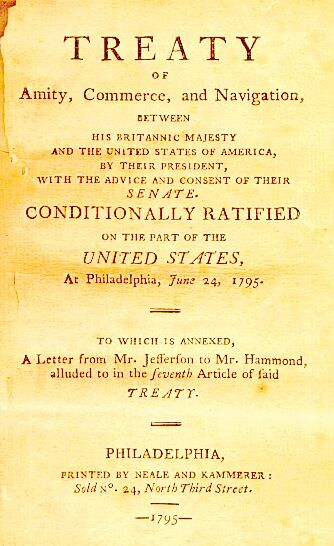
El tratado Jay.

Cuando Francia y Gran Bretaña emprendieron la guerra a principios de 1793, los cuatro miembros del gabinete fueron consultados sobre qué hacer. Ellos y Washington unánimemente se mostraron de acuerdo en permanecer neutrales, y enviar a Genêt a su casa. : 336–341  Sin embargo, en 1794 la política hacia Gran Bretaña se convirtió en un punto de enfrentamiento entre los dos partidos. Hamilton y los Federalistas deseaban más comercio con Gran Bretaña, el principal socio comercial de la nueva nación. Los republicanos veían a Gran Bretaña como la principal amenaza al republicanismo y propuso en lugar de ello una guerra comercial.: 327–328 
Para evitar la guerra, Washington envió al presidente del Tribunal Supremo John Jay a negociar con los británicos; Hamilton en gran medida escribió las instrucciones de Jay. El resultado fue el tratado Jay. Fue denunciado por los republicanos, pero Hamilton movilizó apoyo por toda la tierra. El tratado Jay fue aprobado por el Senado en 1795 por exactamente la mayoría de dos tercios requeridas. El tratado resolvía asuntos que permanecían pendientes desde la Revolución, evitó la guerra y posibilitó diez años de comercio pacífico entre los Estados Unidos y Gran Bretaña.: Ch 9  El historiador George Herring señala las «notables y fortuitas ganancias diplomáticas y económicas» producidas por el tratado.
Varias naciones europeas habían formado una Liga de neutralidad armada contra las incursiones sobre sus derechos neutrales; el gabinete fue también consultado sobre si los Estados Unidos debía unirse a él, y decidió no hacerlo. Mantuvo secreta su situación, pero Hamilton lo reveló en privado a George Hammond, el ministro británico ante los Estados Unidos, sin decírselo a Jay o a nadie más. Su acto siguió desconociéndose hasta que los despachos de Hammond se leyeron en los años 1920. Esta «sorprendente revelación» pudo haber un efecto limitado sobre las negociaciones; Jay amenazó con unirse a la Liga en un determinado momento, pero los británicos tenían otras razones para no ver la Liga como una amenaza seria.: 411 ff 

### Segundo informe sobre el crédito público y dimisión del cargo
Hamilton dimitió del cargo el 1 de diciembre de 1794, dando a Washington un preaviso de dos meses, siguiendo los pasos del aborto de su esposa Eliza mientras él estaba ausente durante su represión armada de la rebelión del whisky. Antes de abandonar su cargo el 31 de enero de 1795, Hamilton propuso un Informe sobre un Plan para el ulterior apoyo al crédito público al Congreso para enfrentarse al problema de deuda. Hamilton quedó cada vez más insatisfecho con lo que él veía como una falta de un plan global para arreglar la deuda pública. Deseaba que se aprobaran nuevos impuestos convirtiendo en permanentes los antiguos y afirmó que cualquier añadido sobre la tasa de consumo sobre el licor y el whisky serían comprometidos a una inferior deuda pública. Sus propuestas se incluyeron en una ley ante el Congreso dentro de poco más de un mes después de su marcha como secretario del tesoro.: 480  Algunos meses después Hamilton volvió a practicar el Derecho en Nueva York para permanecer cerca de su familia.

## Años posteriores a su Secretariado

### Elección presidencial de 1796
La dimisión de Hamilton como Secretario del Tesoro en 1795 no lo apartó de la vida pública. Con la reanudación del trabajo en el bufete, siguió cercano a Washington como un asesor y amigo. Hamilton incluyó en Washington en la composición de su Despedida de George discurso de despedida escribiendo borradores para Washington para comparar con el borrador del segundo, aunque cuando Washington contempló el retiro en 1792, había consultado con James Madison para un borrador que fue usado de forma similar al de Hamilton.
En las elección de 1796, bajo la Constitución tal como estaba entonces, cada uno de los electores presidenciales tenía dos votos, que podían entregar a hombres diferentes. El que recibía la mayor parte de los votos se convertía en presidente, el segundo vicepresidente. Este sistema no estaba diseñado para un sistema de partidos, ya que habían sido considerados de mala reputación y facciosos. Los federalistas planeaban enfrentarse con esto haciendo que todos sus electores votaran por John Adams, el vicepresidente, y todos salvo unos pocos fueron a Thomas Pinckney de Carolina del Sur.: 117 
Adams estaba resentido con la influencia de Hamilton sobre Washington y lo consideraba excesivamente ambicioso y escandaloso en su vida privada; Hamilton comparaba a Adams desfavorablemente con Washington y creía que era demasiado inestable emocionalmente para ser presidente.: 510  Hamilton tomó la elección como una oportunidad: urgió a todos los electores norteños para que votaran por Adams y Pinckney, para que Jefferson no entrara; pero cooperó con Edward Rutledge para hacer que los electores de Carolina del Sur votaran por Jefferson y Pinckney. Si todo esto funcionaba, Pinckney tendría más votos que Adams, Pinckney se convertiría en presidente y Adams sería vicepresidente, pero no funcionó. Los federalistas descubrieron la trama (incluso el ministro francés en los Estados Unidos lo sabía), y los federalistas del norte votaron por Adams pero no por Pinckney, en número suficiente para que Pinckney quedara el tercero y Jefferson se convirtiera en vicepresidente. Adams estaba molesto por la intriga pues sentía que su servicio a la nación era mucho más amplia que la de Pinckney.

### El escándalo Reynolds
En el verano de 1797 Hamilton se convirtió en el primer político importante estadounidense públicamente involucrado en un escándalo sexual. Seis años antes, en el verano de 1791, un Hamilton de 34 años empezó un romance con Maria Reynolds, de 23 años. Según el relato de Hamilton, Maria se dirigió a él en su casa de Filadelfia, pretendiendo que su esposo, James Reynolds, la había abandonado y deseaba volver con sus parientes en Nueva York pero carecía de medios.: 366–69  Hamilton recuperó su dirección y le entregó treinta dólares personalmente en su casa de huéspedes donde ella lo llevó a su habitación y «hubo algo de conversación a partir de la cual se hizo pronto aparente que sería aceptable algún otro consuelo aparte del pecuniario». Los dos empezaron una relación extramatrimonial que duró, con frecuencia variada, aproximadamente hasta junio de 1792.
A lo largo del curso de ese año, mientras se desarrolló el lío, James Reynolds era bien consciente de la infidelidad de su esposa. Continuamente apoyó su relación para poder extorsionar a Hamilton. La práctica habitual en aquella época era que el marido ofendido buscase retribución en un duelo a pistola, pero Reynolds, dándose cuenta de lo mucho que Hamilton tenía que perder si su actividad se conociera públicamente, insistió en una compensación monetaria. Después de una petición inicial de mil dólares a la que Hamilton accedió, Reynolds invitó a Hamilton para renovar sus visitas a su esposa «como un amigo» sólo para obtener «préstamos» obligados después de cada visita que la probablemente cómplice Maria le pedía en sus cartas. Al final los pagos del chantaje sumaron más de 1300 dólares incluyendo la extorsión inicial.: 369  Posiblemente en este momento Hamilton ya fuera consciente de que los dos Reynolds estaban implicados en este chantaje y dio la bienvenida y cumplió estrictamente con la solicitud de Reynolds para finalizar el asunto.
En noviembre de 1792 James Reynolds y su asociado Jacob Clingman fueron arrestados por falsificación y especulación en salarios atrasados de veteranos. Clingman salió bajo fianza y reveló información a James Monroe de que Reynolds tenía evidencia que incriminaría a Hamilton. Monroe consultó con los congresistas Muhlenberg y Venable sobre qué acciones emprender y los congresistas se enfrentaron a Hamilton el 15 de diciembre de 1792. Hamilton rechazó las sospechas de la especulación exponiendo su lío con Maria y presentando como evidencia las cartas de ambos Reynolds, demostrando que sus pagos a James Reynolds se relacionaron con el chantaje sobre su adulterio, y no una mala conducta del tesoro. El trío mantendría los documentos privadamente con la mayor confianza.: 366–369 
En el verano de 1797, sin embargo, cuando el «periodista notoriamente difamatorio» James T. Callender publicó A History of the United States for the Year 1796, contuvo acusaciones de que James Reynolds era un agente de Hamilton, usando documentos de la confrontación del 15 de diciembre de 1792. El 5 de julio de 1797, Hamilton escribió a Monroe, Muhlenberg y Venable pidiéndoles que confirmasen que no había nada que pudiera dañar la percepción de su integridad mientras era Secretario del Tesoro. Todos cumplieron con la petición de Hamilton salvo Monroe, y después de varias discusiones, los dos casi llegaron a un duelo. Cuando Hamilton no obtuvo una respuesta explícita de Monroe, publicó un folleto de cien páginas, más tarde usualmente llamado el Panfleto Reynolds, para conservar su reputación pública, y discutió el asunto en detalle exquisito. Su esposa Elizabeth con el tiempo lo perdonó, pero no Monroe. Aunque se enfrentó al ridículo de la facción republicano-demócrata, mantuvo su disponibilidad para el servicio público.: 334–336 

### Casi-guerra

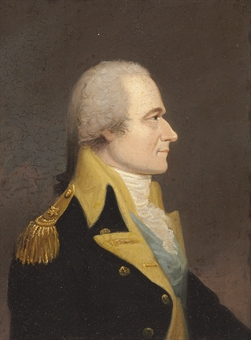
Alexander Hamilton por William J. Weaver.

Durante la escalada militar de la Cuasi-Guerra de 1798-1800, y con el decidido apoyo de Washington (quien había sido sacado de su retiro para liderar el ejército si se materializaba una invasión francesa), Adams a regañadientes nombró a Hamilton como mayor general del ejército. Por insistencia de Washington, Hamilton fue nombrado el mayor general senior, impulsando a Henry Knox a declinar el nombramiento para servir como segundo de Hamilton (Knox había sido un mayor general en el Ejército Continental y creía que sería degradante servir por debajo de él).: 558–560 
Hamilton sirvió como inspector general del ejército estadounidense desde el 18 de julio de 1798 hasta el 15 de junio de 1800. Porque Washington no estaba deseando dejar Mount Vernon a menos que fuera para comandar un ejército en el campo, Hamilton fue de facto jefe del ejército, para profunda insatisfacción de Adams. Si estallara una guerra a gran escala con Francia, Hamilton argumentó que el ejército debería conquistar las colonias norteamericanas del aliado de Francia, España, que limitaban con los Estados Unidos. Hamilton estaba preparado para marchar con su ejército a través del sur de los Estados Unidos si fuera necesario, posiblemente usando también su ejército en Virginia para aplastar la oposición a Adams y él mismo.
Para obtener fondos para su ejército, Hamilton escribió con regularidad a Oliver Wolcott Jr., su sucesor en la Tesorería William Loughton Smith, del comité House Ways and Means y el senador Theodore Sedgwick de Massachusetts. Los dirigió para que aprobaran un impuesto directo para financiar la guerra. Smith dimitió en julio de 1797, puesto que Hamilton le reprochó su lentitud, y le dijo a Wolcott para que gravara con impuestos las casas en lugar de la tierra. El eventual programa incluyendo una Ley del sello como el de los británicos antes de la Revolución y otros impuestos sobre la tierra, casas, y esclavos, calculando a diferentes tasas en diferentes estados, y exigiendo una difícil e intrincada valoración de las casas. Esto provocó resistencia en el sudeste de Pensilvania, liderado principalmente por hombres como John Fries quien había marchado con Washington contra la rebelión del whisky.
Hamilton ayudó en todas las áreas del desarrollo del ejército, y después de la muerte de Washington él era por defecto el Oficial principal del ejército de los Estados Unidos desde el 4 de diciembre de 1799 hasta el 15 de junio de 1800. El ejército era la salvaguarda frente a una invasión por parte de Francia. Adams, sin embargo, alteró todos los planes para la guerra entrando en negociaciones con Francia. Adams había considerado apropiado retener a los miembros del gabinete de Washington, excepto por causa; descubrió, en 1800 (después de la muerte de Washington), que ellos estaban obedeciendo a Hamilton más que él mismo, y despidió a varios de ellos.

### Elección presidencial de 1800

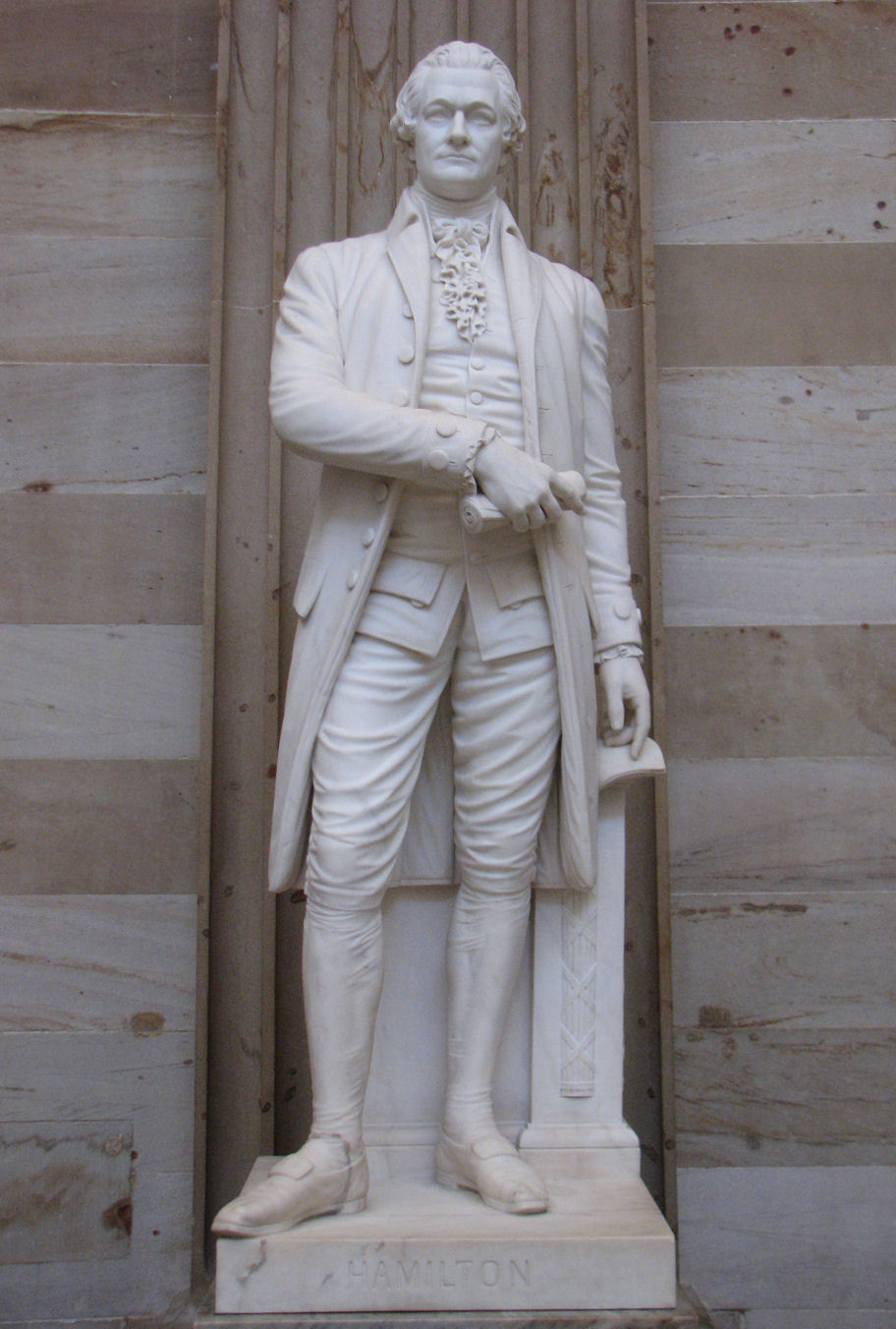
Una estatua de Hamilton en la rotonda del Capitolio.

En la elección de 1800, Hamilton trabajó para derrotar no sólo a los candidatos rivales demócratas-republicanos, sino también al nominado de su propio partido, John Adams.: 392–399  En noviembre de 1799, las leyes Alien and Sedition Acts habían dejado un periódico republicano-demócrata que funcionaba en Nueva York; cuando el último, el New Daily Advertiser, reeditó un artículo diciendo que Hamilton had había intentado adquirir el Aurora de Filadelfia y lo cerró, Hamilton hizo que se persiguiera al editor por libelo sedicioso, y la acusación obligó al propietario a cerrar el periódico.
Aaron Burr había ganado Nueva York para Jefferson en mayo; ahora Hamilton propuso una repetición de la elección bajo diferentes reglas —con distritos cuidadosamente diseñados y cada uno de ellos eligiendo a un elector— de manera que los Federalistas dividirían el voto electoral de Nueva York. (John Jay, un federalista que habían entregado el Tribunal Supremo para ser gobernador de Nueva York, escribió en la parte posterior de la carta las palabras, «Proponiendo una medida para propósitos partidarios que no me vendría bien adoptar», y declinó responder.)
John Adams se presentaba esta vez con Charles Cotesworth Pinckney de Carolina del Sur (el hermano mayor del candidato Thomas Pinckney de la elección de 1796). Hamilton entonces hizo una gira por Nueva Inglaterra, de nuevo urgiendo a los electores norteños que se mantuvieran firmes por Pinckney en la esperanza renovada de hacer presidente a Pinckney; y de nuevo intrigó en Carolina del Sur.: 350–351  Las ideas de Hamilton implicaban engañar a federalistas de mitad del estado para que confirmasen su falta de apoyo por Adams si no había apoyo para Pinckney y escribiendo a más de los defensores más modestos de Adams en relación con su supuesta mala conducta mientras era presidente.: 350–351  Hamilton confiaba en ver a los estados sureños como las Carolinas emitieran sus votos por Pinckney y Jefferson, y esto daría como resultado en que el primero estuviera por delante tanto de Adams como de Jefferson.: 394–395 
De acuerdo con el segundo de los planes mencionados, y una reciente discusión personal con Adams,: 351  Hamilton escribió un panfleto llamado Letter from Alexander Hamilton, Concerning the Public Conduct and Character of John Adams, Esq. President of the United States que fue muy crítico con él, aunque se cerraba con una tibia alabanza.: 396  Buzoneó esto a doscientos federalistas destacados; cuando una copia cayó en manos de republicanos-democráticos, lo imprimieron. Esto perjudicó la reelección de Adams en 1800 y dividió al partido federalista, asegurando virtualmente la victoria del partido republicano-democrático, liderado por Jefferson, en la elección de 1800; destruyó la posición de Hamilton entre los federalistas.
Jefferson había derrotado a Adams, pero tanto él como su compañero de elección, Aaron Burr, había recibido 73 votos en el Colegio Electoral (Adams terminó en tercer lugar, Pinckney en cuarto, y Jay recibió un voto). Con Jefferson y Burr empatados, La Casa de Representantes de los Estados Unidos tenían que elegir entre los dos hombres.: 352 : 399  Varios federalistas que se oponían a Jefferson apoyaron a Burr, y por las primeras 35 papeletas, a Jefferson se le negó la mayoría. Antes de la papeleta 36, Hamilton puso todo su peso en apoyo de Jefferson, apoyando el arreglo alcanzado por James A. Bayard de Delaware, en que cinco representantes federalistas de Maryland y Vermont se abstuvieron de votar, permitieron que las delegaciones de aquellos estados fueran por Jefferson, poniendo fin al impasse y eligiendo presidente a Jefferson antes que a Burr.: 350–351 
Incluso aunque a Hamilton no le gustaba Jefferson y discrepaba con él en muchos temas, veía a Jefferson como el menor de dos males. Hamilton dijo que Jefferson era «de lejos un hombre no tan peligroso», y que Burr era un «enemigo dañino» para la medida principal de la pasada administración. Fue por esto, junto por el hecho de que Burr era un norteño y no un virginiano, por lo que muchos representantes federalistas votaron por él.
Hamilton escribió un número elevado de cartas a amigos en el Congreso para convencer a los miembros para que lo viesen de otra manera.: 352 : 401  Los federalistas rechazaron la diatriba de Hamilton como la razón para no votar por Burr.: 353 : 401  A pesar de todo, Burr se convertiría en vicepresidente por los Estados Unidos. Cuando quedó claro que Jefferson había desarrollado sus propias preocupaciones sobre Burr y no apoyaría su regreso a la vicepresidencia,[cita requerida] Burr buscó convertirse en gobernador de Nueva York en 1804 con el apoyo federalista, contra el jeffersoniano Morgan Lewis, pero fue derrotado por las fuerzas incluyendo Hamilton.

### Duelo con Burr y muerte

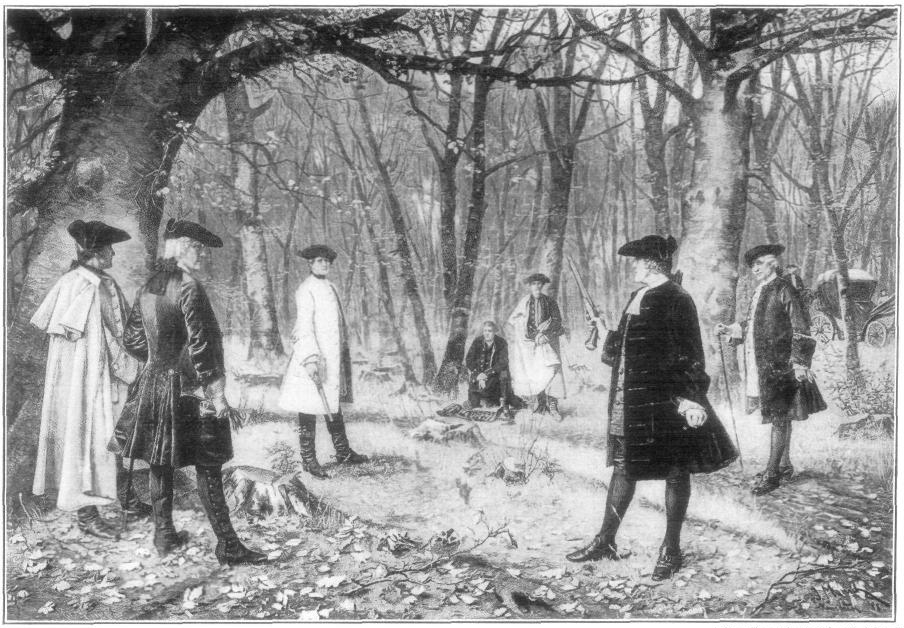
El duelo Burr-Hamilton.

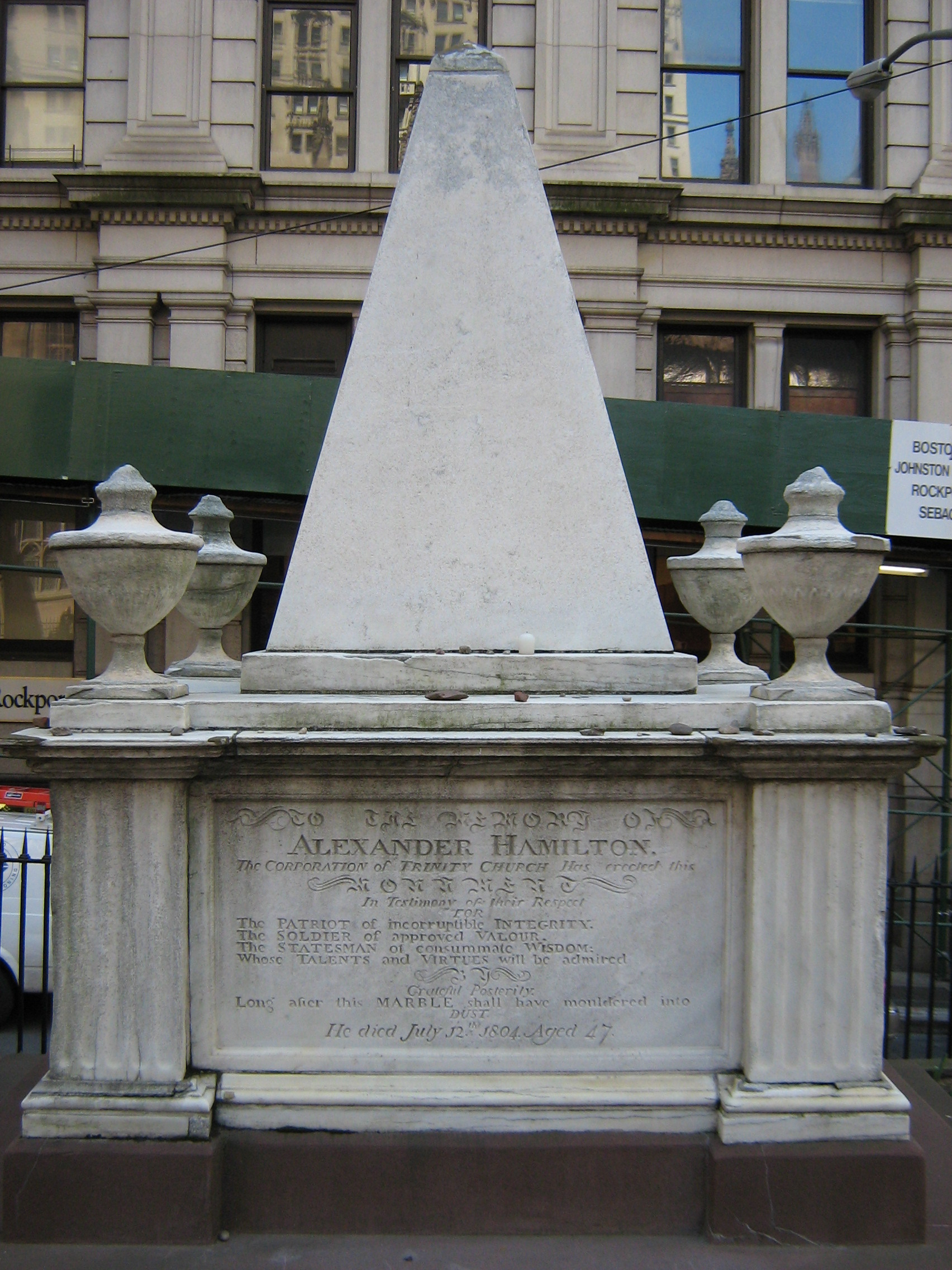
Tumba de Hamilton en el camposanto de la Iglesia de la Trinidad en Wall Street y Broadway en el Bajo Manhattan.

Poco después de la elección a gobernador de 1804 en Nueva York —en la que Morgan Lewis, ayudado en gran medida por Hamilton, derrotó a Aaron Burr— el Albany Register publicó cartas de Charles D. Cooper, que citaban la oposición de Hamilton a Burr y alegando que Hamilton había expresado «una opinión aun más despreciable» del vicepresidente en una cena en el norte del estado de Nueva York. Cooper señaló que la carta fue interceptada después de transmitir la información, pero afirmó que él era «inusualmente precavido» al recoger la información de la cena.: 680–681 
Burr, sintiendo que se atacaba a su honor, y recuperándose de su derrota, exigió una disculpa en forma de carta. Hamilton escribió una carta en respuesta y al final rechazó porque no podía recordar en qué ocasión insultó a Burr. Hamilton también habría sido acusado de retractarse de la carta de Cooper por cobardía.: 423–424 
Después de que una serie de intentos de reconciliarlos no tuvieran éxito, se organizó un duelo a través de conocidos el 27 de junio de 1804.: 426 
Antes del duelo, Hamilton escribió una defensa de su decisión de batirse en duelo mientras que, al mismo tiempo, pretendía desperdiciar su tiro.
Hamilton veía que Burr era un padre y un esposo, poniendo en riesgo a sus acreedores, colocando el bienestar de su familia en peligro y sus convicciones religiosas y morales eran razones para no batirse en duelo, pero sintió que era imposible evitarlo debido a que había atacado a Burr que no era capaz de retractarse, y debido al comportamiento de Burr antes del duelo. Intentó reconciliar sus razones morales y religiosas y los códigos del honor y la política. Pretendía aceptar el duelo y desperdiciar su tiro para satisfacer al tiempo su código moral y el político, respectivamente.: 689 
Su deseo de estar disponible para futuros asuntos políticos también tuvo un papel.
El concepto de honor era fundamental para la visión que Hamilton tenía de sí mismo y de la nación. Los historiadores se han dado cuenta de que, como evidencia de la importancia que el honor tenía en el sistema de valores de Hamilton, este había participado previamente en siete «asunto de honor» como principal, y en otros tres como un asesor o segundo. Semejantes asuntos a menudo acababan antes de alcanzar su etapa final, un duelo.
El duelo empezó al amanecer del 11 de julio de 1804, a lo largo de la orilla occidental del río Hudson en un borde rocoso en Weehawken, Nueva Jersey.
Por coincidencia, el duelo tuvo lugar en un sitio relativamente cercano a la ubicación del duelo que terminó con la vida del hijo mayor de Hamilton, Philip, tres años antes.
Después de que segundos midieran los pasos, Hamilton, tanto según William P. Van Ness como Burr, alzó su pistola «como para probar la luz» y tuvo que ponerse sus gafas para impedir que su visión se oscureciera. Hamilton también rechazó el conjunto espiral de pistolas de duelo (que haría más ligero el apretar el gatillo) ofrecido por Nathaniel Pendleton.
El vicepresidente Burr disparó a Hamilton, logrando lo que demostraría ser una herida fatal. El tiro de Hamilton rompió la rama de un árbol directamente sobre la cabeza de Burr.: 117 
Ninguno de los segundos, Pendleton ni Van Ness, pudo determinar quién disparó primero, pues cada uno sostuvo que fue el otro el que había disparado primero.
Poco después, midieron y triangularon el disparo, pero no pudieron determinar desde qué ángulo había disparado Hamilton. El tiro de Burr impactó a Hamilton en el bajo abdomen sobre la cadera derecha. La bala rebotó a la segunda o tercera falsa costilla, fracturándola y causando un daño considerable a sus órganos internos, particularmente su hígado y diafragma, antes de alojarse en su primera o segunda vértebra lumbar.: 429 
El biógrafo Ron Chernow consideró las circunstancias para indicar que, después de apuntar deliberadamente, Burr disparó segundo,: 704  mientras que el biógrafo James Earnest Cooke sugirió que Burr tuvo mucho cuidado de apuntar y disparó primero, y Hamilton disparó segundo mientras caía, después de ser alcanzado por la bala de Burr.
Hamilton, paralizado, que sabía que estaba mortalmente herido, fue transportado a la casa, en Greenwich Village, de su amigo William Bayard Jr., quien había estado esperando en el muelle. Después de visitas finales de su familia y amigos, y considerable sufrimiento, Hamilton murió a las dos de la tarde del día siguiente, 12 de julio de 1804, en la casa de Bayard en lo que es hoy el número 80-82 de Jane Street.: 705, 708 
Gouverneur Morris pronunció la alabanza en su funeral y estableció secretamente un fondo para apoyar a su viuda y sus hijos.: 712–713, 725  Hamilton fue enterrado en el cementerio de la iglesia de la Trinidad en Manhattan.

## Vida personal

### Familia

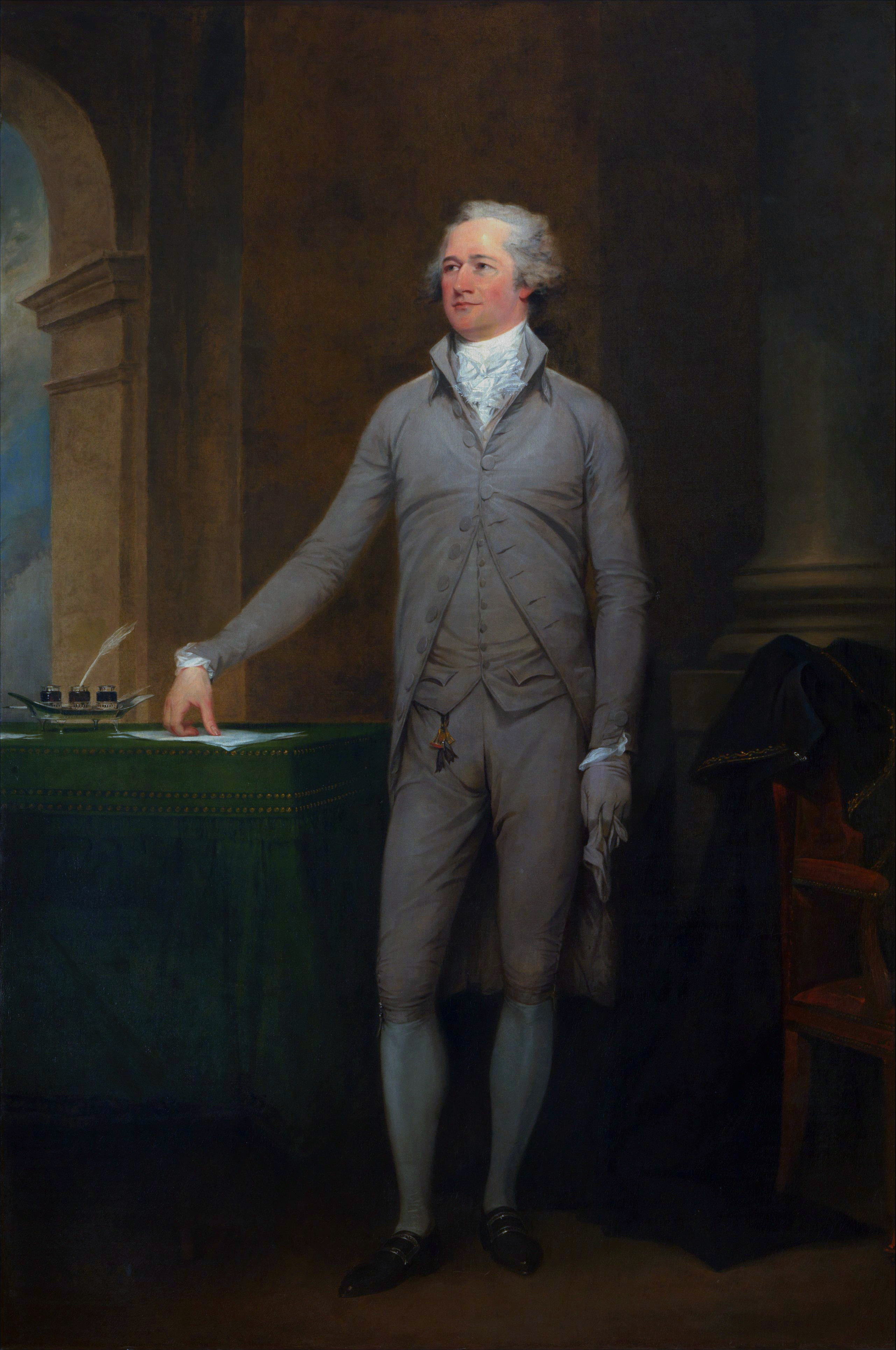
Hamilton por John Trumbull, 1792

Mientras Hamilton estaba estacionado en Morristown (Nueva Jersey) en el invierno de diciembre de 1779 a marzo de 1780, conoció a Elizabeth Schuyler, hija del general Philip Schuyler y Catherine Van Rensselaer. Los dos se casaron el 14 de diciembre de 1780, en la mansión Schuyler en Albany (Nueva York).: 128–129 
Elizabeth y Alexander Hamilton tuvieron ocho hijos, aunque a menudo hay confusión debido a que dos hijos recibieron el nombre de Philip:
- Philip (1782-1801), murió en un duelo, justo como le pasaría a su padre tres años más tarde.[3]: 654–655
- Angélica (1784-1857), que sufrió un colapso mental después de la muerte de su hermano mayor y finalmente fue internada bajo el cuidado del Dr. Macdonald en Flushing, Queens[3]: 655
- Alexander, Jr. (1786-1875)
- James Alexander (1788-1878)[155]
- John Church (1792-1882)
- William Stephen (1797-1850)
- Eliza (1799-1859)
- Philip, también llamado Pequeño Phil (1802-1884), recibió el nombre de su hermano mayor después de que este resultara muerto en un duelo el año anterior

Después de la muerte de Hamilton en 1804, Elizabeth logró preservar su legado. Ella reorganizó todas las cartas de Alexander, sus papeles y escritos con la ayuda de su hijo, John Church Hamilton, y perseveró a pesar de muchos contratiempos a la hora de conseguir que se publicara su biografía. Ella también se dedicó a la memoria de Alexander que ella llevaba un pequeño paquete alrededor de su cuello conteniendo las piezas de un soneto que Alexander le escribió a ella durante los primeros años de su noviazgo.
Hamilton estaba también cercano a las hermanas de Elizabeth. Durante su vida incluso se rumoreó que tenía un romance con la hermana mayor de su esposa, Angelica, que tres años antes del matrimonio de Hamilton con Elizabeth se había fugado con John Barker Church, un inglés que hizo una fortuna en Norteamérica durante la Revolución y más tarde regresó a Europa como su esposa y con sus hijos entre 1783 y 1797. Incluso aunque el estilo de su correspondencia durante la estancia de Angélica en 14 años en Europa era coqueta, algunos historiadores como Chernow y Fielding están de acuerdo que a pesar de cotilleos contemporáneos no hay ninguna evidencia concluyente de que la relación de Hamilton con Angélica fuera nunca física o fuese más allá de una afinidad fuerte entre cuñados. Hamilton también mantuvo una correspondencia con la hermana menor de Elizabeth, Margarita, apodada Peggy, quien fue la receptora de sus primeras cartas alabando a su hermana Elizabeth al tiempo de su noviazgo a principios de 1780.

### Religión

#### Fe religiosa de Hamilton
Como joven de las Indias occidentales, Hamilton fue un presbiteriano convencional y ortodoxo del tipo evangélico de la «Nueva Luz» (en oposición a los calvinistas de la «Vieja luz»); allí le enseñó un estudiante de John Witherspoon, un moderado de la Nueva Escuela. Escribió dos o tres himnos, que fueron publicados en el periódico local.: 38  Robert Troup, su compañero de habitación en la universidad, señaló que Hamilton tenía «la costumbre de orar sobre sus rodillas noche y día».: 10 
Según Gordon Wood, Hamilton abandonó su religiosidad juvenil durante la Revolución y se convirtió en «un liberal convencional con inclinaciones teístas que iba a la iglesia como mucho, con irregularidad»; sin embargo, regresó a la religión en sus últimos años. Chernow escribió que Hamilton fue nominalmente un episcopaliano, pero:

No estaba claramente afiliado con la denominación y no parece que acudía a la iglesia regularmente o tomar la comunión. Como Adams, Franklin, y Jefferson, Hamilton había probablemente caído bajo la influencia del deísmo, que buscaba sustituir la razón por la revelación y abandonando la noción de un Dios activo que intervendría en asuntos humanos. Al mismo tiempo, nunca dudó de la existencia de Dios, abrazó el cristianismo como un sistema de moralidad y justicia cósmica.: 205 

Circularon historias de que Hamilton había hecho dos bromas sobre Dios en la época de la Convención Constitucional de 1787. Durante la revolución francesa, mostró un enfoque utilitario para usar la religión con propósito político, como calumniar a Jefferson como «el ateo», e insistiendo en que cristianismo y la democracia jeffersoniana eran incompatibles.: 316  Después de 1801, Hamilton más tarde afirmó la verdad del cristianismo; propuso una Sociedad Constitucional Cristiana en 1802, para apropiarse de «algunos fuertes sentimientos de la mente» para elegir «hombres adecuados» para el cargo, y escribió de «sociedades de bienestar cristianas» para los pobres. Después de que le disparasen, Hamilton habló de su creencia en la misericordia de Dios.
En su lecho de muerte, Hamilton pidió al obispo episcopaliano de Nueva York, Benjamin Moore, que le diera la sagrada comunión. Moore inicialmente declinó hacerlo, por dos motivos: que participar en un duelo era un pecado mortal, y que Hamilton, aunque sin duda alguna sincero en su fe, no era un miembro de la denominación episcopaliana. Después de irse, Moore fue persuadido de volver aquella tarde por las urgentes peticiones de los amigos de los amigos de Hamilton, y al recibir la solemne garantía de Hamilton que se arrepentía de su intervención en el duelo, Moore le dio la comunión. El obispo Moore regresó a la mañana siguiente, estuvo con Hamilton durante varias horas hasta su muerte, y presidió el servicio funeral en la Iglesia de la Trinidad.

#### Relación con los judíos y el judaísmo
Hamilton nació en Nieves, una isla que tuvo una amplia comunidad judía que, en la década de los años 1720, suponía una cuarta parte de la población blanca de Charlestown.: 17  Con frecuencia tuvo contactos con judíos; judía era la directora del colegio que le enseñó de niño, y aprendió a recitar los Diez mandamientos en el hebreo original.
Hamilton mostró un grado de respeto a los judíos que fue descrito por Chernow como «una reverencia de toda la vida».: 18  Creía que el logro judío era el resultado de la providencia divina:

El estado y progreso de los judíos, desde su primera historia hasta el momento actual, ha estado tan enteramente fuera del curso ordinario de los asuntos humanos, que la conclusión correcta sería considerar que la causa también es extraordinaria —en otras palabras, ¿no es el efecto de algún gran plan providencial? El hombre que llegue a esta conclusión buscará la solución en la Biblia. Quien no lo considere así, debería darnos otra explicación justa.

## Legado
La interpretación que Hamilton hizo de la Constitución en los Federalist Papers sigue siendo muy influyente, tal como se ve en los estudios académicos y en las resoluciones judiciales.
Aunque la Constitución es ambiguo sobre el equilibrio exacto de poder entre el gobierno nacional y el estatal, Hamilton con frecuencia optó por un poder federal mayor a expensas de los estados. Como Secretario del Tesoro, estableció, teniendo en contra la fuerte oposición del Secretario de Estado Jefferson, el primer banco nacional del país. Hamilton justificó la creación de este banco, y otros poderes federales incrementados, bajo la competencia constitucional del Congreso de emitir moneda, para regular el comercio entre estados, y hacer lo que fuera «necesario y adecuado» para llevar a efecto las previsiones constitucionales.
Jefferson, por otro lado, asumía una visión más estricta de la Constitución: diseccionando el texto con cuidado, no encontró una autorización específica para el establecimiento de un banco nacional. Esta controversia fue resuelta finalmente por el Tribunal Supremo de los Estados Unidos en McCulloch v. Maryland, que en esencia adoptó el punto de vista de Hamilton, otorgando al gobierno federal amplia libertad para seleccionar los mejores medios para ejecutar sus poderes enumerados constitucionalmente, específicamente la doctrina de poderes implícitos. A pesar de todo, la guerra de Secesión y la Era progresiva demostraron el tipo de crisis y política que la república administrativa de Hamilton intentaba evitar.
La política de Hamilton como secretario del Tesoro en gran medida afectó al gobierno estadounidense y aún sigue influyéndolo. Su interpretación constitucional, específicamente sobre la Cláusula de lo necesario y apropiado, estableció un precedente para la autoridad federal que aún se usa en los tribunales y está considerado una autoridad en interpretación constitucional. El destacado diplomático francés Charles Maurice de Talleyrand, que pasó el año 1794 en los Estados Unidos, escribió, «Considero que Napoleón, Fox, y Hamilton son los tres grandes hombres de nuestra época, y si me viera obligado a elegir entre los tres, sin duda daría el primer lugar a Hamilton», añadiendo que Hamilton había intuido los problemas de los conservadores europeos.
Las opiniones sobre Hamilton han recorrido todo el espectro: tanto John Adams como Thomas Jefferson lo vieron como un hombre sin principios y peligrosamente aristocrático. La reputación de Hamilton fue en su mayor parte negativa en la época de la democracia jeffersoniana y democracia jacksoniana. En la era progresiva, Herbert Croly, Henry Cabot Lodge, y Theodore Roosevelt alabaron su liderazgo en pro de un gobierno fuerte. Varios republicanos de los siglos XIX y XX entraron en política escribiendo biografías alabando a Hamilton.
En años más recientes, según Sean Wilentz, los puntos de vista favorables sobre Hamilton y su reputación han tomado la iniciativa, decididamente, entre los académicos, quienes lo representan como el arquitecto visionario de la moderna economía capitalista liberal y de un dinámico gobierno federal encabezado por un ejecutivo enérgico. Los estudiosos modernos que favorecen a Hamilton han representado a Jefferson y sus aliados, en comparación, como ingenuos, idealistas soñadores. El antiguo punto de vista jeffersoniano atacó a Hamilton como un centralista, a veces hasta el punto de acusarlo de defender la monarquía.: 397–398 

### Monumentos y memoriales

#### Retratos en monedas y sellos

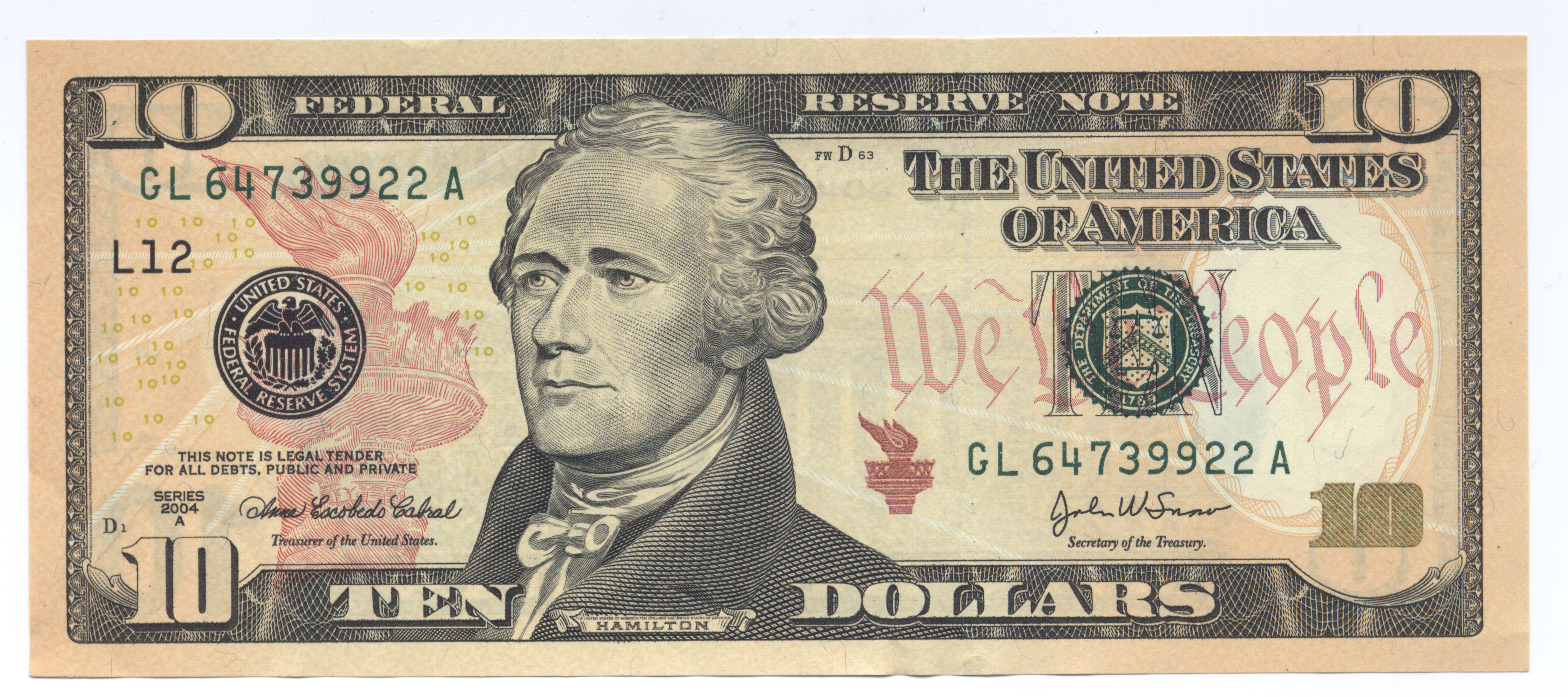
Hamilton en billete de 10 dólares de la serie 2004A.

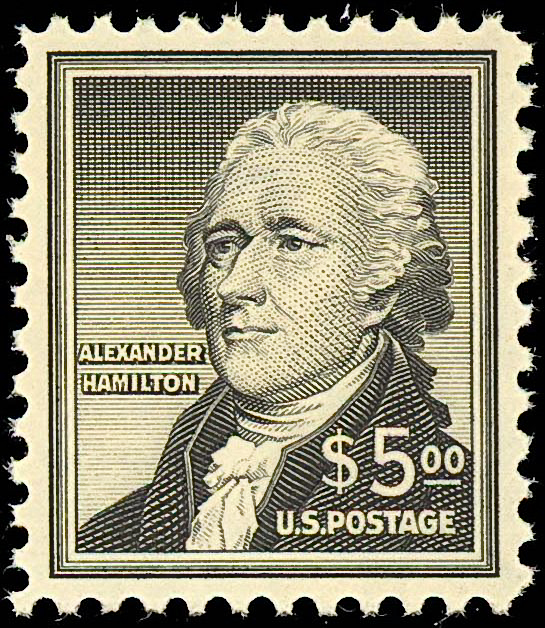
Un sello de correos de 1956 con valor de cinco dólares representando a Hamilton.

Desde el comienzo de la Guerra de Secesión, Hamilton ha sido representado en más denominaciones de la moneda estadounidense que nadie más. Ha aparecido en billetes de $2, $5, $10, $20, $50, y $1.000. Hamilton también aparece en la serie EE Savings Bond de 500 dólares.
El retrato de Hamilton aparece en el billete de 10 dólares desde 1928. La fuente del grabado es el retrato que John Trumbull hizo de Hamilton en 1805, en la colección de retratos del New York City Hall. En junio de 2015, el Tesoro de los Estados Unidos anunció su decisión de reemplazar el grabado de Hamilton por el de una mujer. Antes de que se rediseñara el billete, la decisión cambió debido al inesperado éxito popular del musical de Broadway de 2015 Hamilton.
El primer sello de correos que honró a Hamilton fue emitido por la Oficina Postal de los Estados Unidos en 1870. Las representaciones en las emisiones de 1870 y 1888 son de la misma matriz grabada, que fue modelada a partir de un busto de Hamilton realizado por el escultor italiano Giuseppe Ceracchi. La emisión de Hamilton de 1870 fue el primer sello de correos estadounidense que honró a un Secretario del Tesoro. La emisión conmemorativa roja de tres centavos, que fue lanzada con motivo del 200.º aniversario del nacimiento de Hamilton en 1957, incluye una representación del edificio Federal Hall, ubicado en Nueva York. El 19 de marzo de 1956, el Servicio Postal de los Estados Unidos emitió sellos Liberty Issue de cinco dólares honrando a Hamilton.

#### The Grange

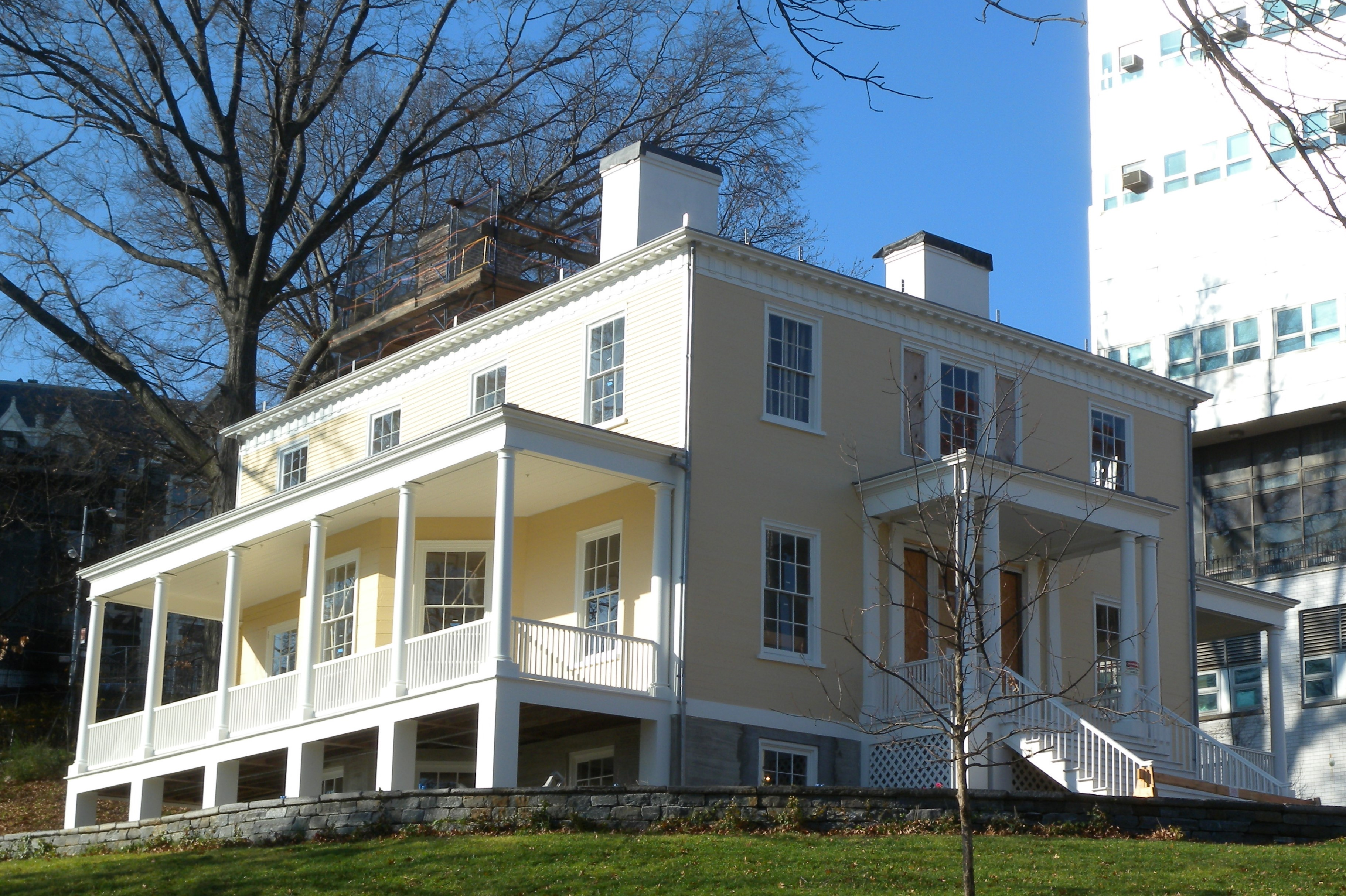
El Hamilton Grange National Memorial en St. Nicholas Park.

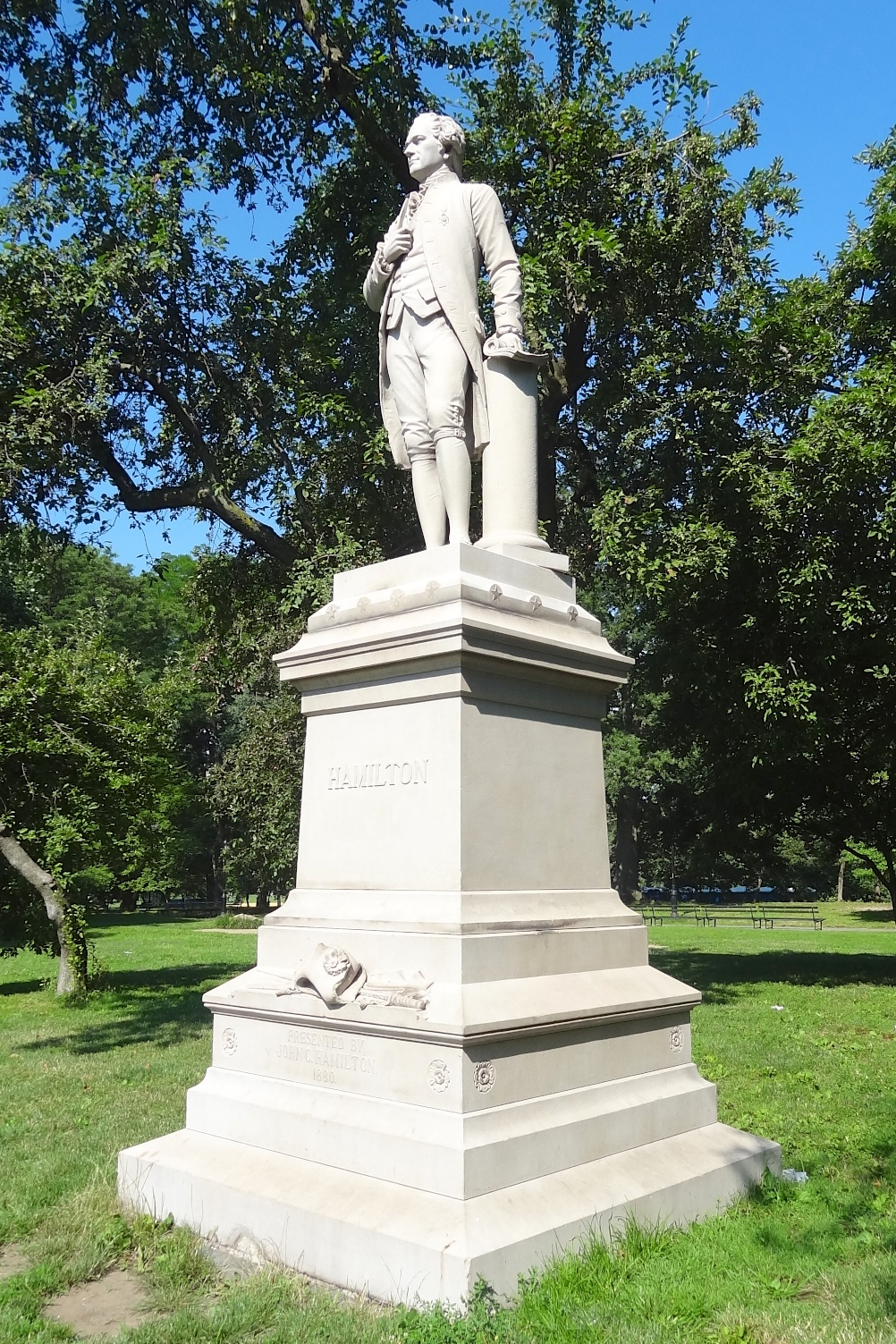
La estatua de Hamilton en Central Park.

The Grange es la única casa que fue propiedad de Alexander Hamilton. Es una mansión estilo federal diseñada por John McComb Jr.. Fue construida en la finca rural de 32 acres de Hamilton en Hamilton Heights en la parte superior de Manhattan, y fue terminada en 1802. Hamilton llamó a su casa «The Grange» por la finca de su abuelo Alexander en Ayrshire, Escocia. La casa siguió siendo propiedad de la familia hasta 1833, cuando su viuda Eliza se la vendió a Thomas E. Davis, un promotor inmobiliario británico de nacimiento, por 25 000 dólares. Eliza usó parte del precio para adquirir una nueva casa en la ciudad que Davis le vendió en Greenwich Village (hoy conocida como la Casa Hamilton-Holly, donde Eliza vivió hasta 1843 con sus hijos adultos Alexander y Eliza, y sus cónyuges).
The Grange fue trasladada por vez primera de su ubicación original en 1889, y fue trasladado de nuevo en mayo de 2008, a su lugar actual en St. Nicholas Park en Hamilton Heights, sobre un terreno que en el pasado perteneció al patrimonio de Hamilton, a través de un proceso de varias horas de duración, deslizando la construcción en su totalidad a 13 metros de altura, usando gatas hidráulicas, cadenas, soportes de madera y demás. La histórica estructura, hoy llamada Hamilton Grange National Memorial, fue restaurada a su apariencia original de 1802 en 2011, y la conserva el Servicio de Parques Nacionales.

#### Colegios y universidades
La universidad de Columbia, alma mater de Hamilton, tiene conmemoraciones oficiales dedicadas a Hamilton en su campus de Nueva York. El principal edificio de aulas del colegio para humanidades es el Hamilton Hall, y una gran estatua de Hamilton se alza enfrente de él. La editorial de la universidad ha publicado sus obras completas en una edición de varios volúmenes en impresión tipográfica. El grupo de estudiantes de la universidad de Columbia para cadetes ROTC y candidatos a oficiales de la armada lleva el nombre de Sociedad Alexander Hamilton.
Hamilton sirvió como uno de los primeros administradores de la Academia Hamilton-Oneida de Clinton, Nueva York, que fue rebautizada como Hamilton College en 1812, después de dotarse de una carta de colegio.
El principal edificio administrativo de la Academia de la Guardia Costera de Estados Unidos en New London, Connecticut, se llama Hamilton Hall para conmemorar la creación de Hamilton del United States Revenue Cutter Service, uno de los servicios antecesores de la Guarda Costera de los Estados Unidos.

#### Edificios y arte público
El lugar donde nació Hamilton en Charlestown, Nieves, el Alexander Hamilton Museum se encuentra en Hamilton House, un edificio de estilo georgiano reconstruido sobre los cimientos de la casa donde se cree que nació Hamilton y vivió durante su infancia. La segunda planta de Hamilton House alberga las oficinas y lugar de encuentro de la legislatura de la isla, la Asamblea de la isla de Nieves.
En 1880, el hijo de Hamilton John Church Hamilton encargó a Carl Conrads que esculpiera una estatua en granito, hoy ubicada en Central Park, ciudad de NUeva York.
Una estatua de bronce de Hamilton realizada por Franklin Simmons, data de 1905-06, y se encuentra sobre las Great Falls del río Passaic en el Parque histórico nacional de Paterson Great Falls de Nueva Jersey.
En 1952 se instaló una estatua de Alexander Hamilton en el Lincoln Park de Chicago.
En 1990, el U.S. Custom House de Nueva York fue rebautizado por Hamilton.
El Fuerte Hamilton del ejército estadounidense en Brooklyn recibe este nombre por Hamilton.
En Washington, D. C., la terraza sur del Edificio del Tesoro muestra una estatua de Hamilton realizada por James Earle Fraser, que fue dedicada el 17 de mayo de 1923.
En Chicago, una estatua de casi 4 metros de Hamilton realizada por el escultor John Angel fue fundida en 1939. No se instaló en Lincoln Park hasta 1952, debido a problemas al refugio para protegerla, controvertido, de columnas de 23 m de alto, y más tarde demolido en 1993. La estatua ha permanecido en público, y fue restaurada y dorada de nuevo en 2016.
Una escultura en bronce de Hamilton titulada The American Cape, por Kristen Visbal, fue desvelada en la plaza Journal en el centro de Hamilton (Ohio), en octubre de 2004.

#### Lugares geográficos
Numerosos pueblos y ciudades por todo Estados Unidos honran a la figura de Alexander Hamilton, incluyendo Hamilton (Kansas), Hamilton (Misuri), Hamilton (Massachusetts), y Hamilton (Ohio). En ocho estados, hay condados con el nombre de Hamilton:
- Condado de Hamilton (Florida)
- Condado de Hamilton (Illinois)
- Condado de Hamilton (Indiana)
- Condado de Hamilton (Kansas)
- Condado de Hamilton (Nebraska)
- Condado de Hamilton (Nueva York)
- Condado de Hamilton (Ohio)
- Condado de Hamilton (Tennessee)

### Sobre la esclavitud
Como un joven en St. Croix, Hamilton trabajó para una compañía que comerciaba con mercancías que incluían esclavos.: 17  A lo largo de su carrera, Hamilton compró o vendió esclavos para otros como su representante legal.
Para cuando Hamilton empezó a participar en la guerra de independencia estadounidense, sus sensibilidades abolicionistas se habían hecho evidentes. Hamilton fue activo durante la revolución al intentar reunir tropas negras para el ejército, con la promesa de libertad. En las décadas de los años 1780 y 1790 se opuso en general a los intereses sureños pro-esclavitud, que él consideraba una hipocresía respecto a los valores de la revolución estadounidense. En 1785 se unió con su íntimo colaborador John Jay para fundar la New-York Society for Promoting the Manumission of Slaves, and Protecting Such of Them as Have Been, or May be Liberated, la principal organización antiesclavista de Nueva York. La sociedad promocionó con éxito la abolición del comercio internacional de esclavos en Nueva York y (poco después de su muerte) aprobó una ley que puso fin a la esclavitud en Nueva York a través de un proceso que llevó décadas de emancipación, poniéndose fin a la esclavitud en el estado el 4 de julio de 1827.
En una época en la que la mayoría de los líderes blancos dudaban de la capacidad de los negros, Hamilton creía que la esclavitud estaba moralmente equivocada y escribió que «sus facultades naturales son tan buenas como las nuestras». A diferencia de contemporáneos como Jefferson, quien consideraba el destierro de los libertos (a territorio occidental, las Indias Occidentales, o África) como algo esencial para cualquier plan de emancipación, Hamilton presionó por la emancipación sin semejantes planes de futuro. : 22  Hamilton y otros federalistas apoyaron la revolución de Toussaint Louverture contra Francia en Haití, que se había originado como una revuelta de esclavos.: 23  Las sugerencias de Hamilton ayudaron a redactar la constitución haitiana, y cuando Haití se convirtió en la primera nación negra independiente del hemisferio Occidental en 1804, Hamilton urgió para que se estrecharan lazos económicos y diplomáticos.: 23 

### Sobre la economía
Hamilton ha sido retratado como el «santo patrón» de la Escuela americana de filosofía económica que, según un historiador, dominó la política económica después de 1861. Apoyó firmemente la intervención gubernamental en la economía en favor de los negocios, en el estilo de Jean-Baptiste Colbert, en momentos tan tempranos de su carrera como el otoño de 1781.: 170  Hamilton se opuso a las ideas británicas de libre comercio, que creía que distorsionaba los beneficios para los poderes imperiales y coloniales, en favor del proteccionismo, que creía que ayudaría a desarrollar la economía emergente de la nueva nación. Henry C. Carey se inspiró en sus escritos. Hamilton influyó en las ideas y la obra del alemán Friedrich List. Desde el punto de vista de Hamilton, un ejecutivo fuerte, unido al apoyo del pueblo, podría convertirse en el eje de una república administrativa. El dominio del liderazgo del ejecutivo en la formulación y ejecución de la política fue esencial para resistir el deterioro del gobierno republicano. Ian Patrick Austin ha explorado las similitudes entre las recomendaciones hamiltonianas y el desarrollo del Japón Meiji después de 1860.

### En la cultura popular

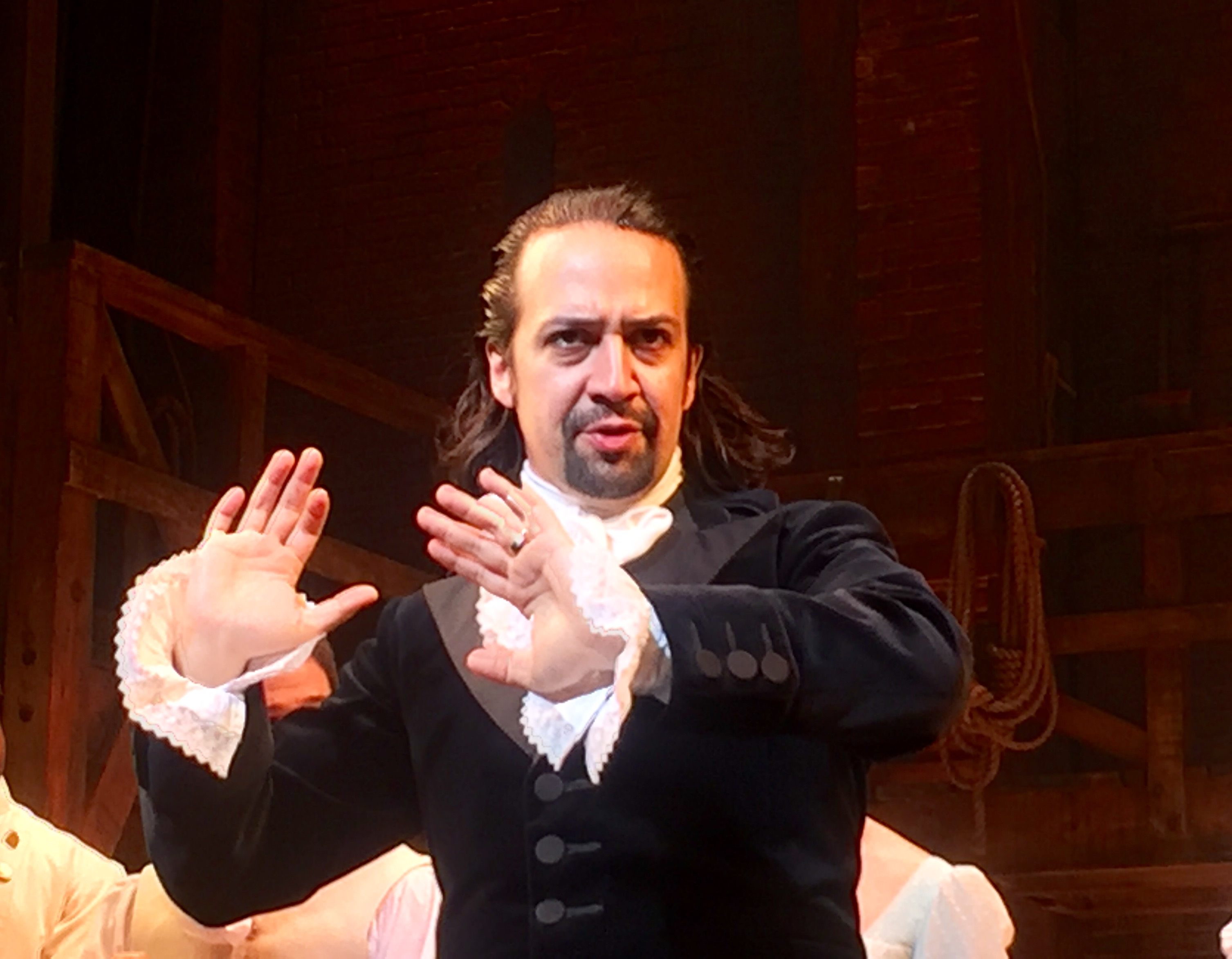
Lin-Manuel Miranda como Alexander Hamilton en el musical Hamilton.

Aparte del billete de diez dólares, una obra de 1917, y una película de 1931, Hamilton no atrajo mucha atención para la cultura popular estadounidense hasta que se produjo el enorme éxito en 2015 del espectáculo de Broadway Hamilton: An American Musical.
En 2009, el ganador del Tony, cantante, actor y artista de Broadway, Lin-Manuel Miranda leyó el libro Hamilton escrito por Ron Chernow. El libro lo inspiró a escribir un rap sobre Hamilton para la “Noche Poesía, Música y la Palabra Hablada de la Casa Blanca” frente al Presidente Obama, su esposa Michelle, y demás invitados el 12 de mayo de 2009. Lin-Manuel Miranda, acompañado por Alex Lacamoire en el piano, presentaría su performance como «Alexander Hamilton», canción de lo que él llamaría el «Hamilton Mixtape».
El musical Hamilton, con música, letras, y libreto de Lin-Manuel Miranda, se basa en la biografía de Chernow. The New Yorker llamó al espectáculo «un logro de la reimaginación cultural e histórica. En el relato de Miranda, el apresurado auge de un inmigrante hecho a sí mismo se convierte en la historia de los Estados Unidos». Vendió más de 30 millones de dólares en entradas antes de su estreno oficial en julio de 2015. La producción Off-Broadway de Hamilton ganó el Drama Desk Award for Outstanding Musical de 2015 así como otros siete Drama Desk Awards. En 2016, Hamilton recibió el Premio Pulitzer de Teatro y un récord de 16 nominaciones a los Premios Tony, ganando 11 de ellos, incluyendo el Mejor Musical. Las entradas para Hamilton son de las más cotizadas y preciadas a causa de haberse agotado totalmente a las pocas horas de ponerse a la venta. El musical ha contado con la asistencia del presidente Barack Obama dos veces, una de ellas como parte de un evento de recaudación de fondos del Partido Demócrata de los Estados Unidos.
Hamilton también ha aparecido como una figura significativa en obras populares que se centran en otras figuras políticas estadounidenses de la época. Fue un personaje principal en la novela histórica de Gore Vidal de 1973 Burr and in episodes of the 1976 PBS miniseries The Adams Chronicles, y un villano destacado en la serie de historia alternativa libertaria de L. Neil Smith North American Confederacy. Hamilton fue un personaje principal en la serie de televisión de 1986 George Washington II: The Forging of a Nation, donde fue interpretado por Richard Bekins. En 2008, Rufus Sewell interpretó a Hamilton en dos episodios de la miniserie en siete partes de la HBO John Adams.
La Alexander Hamilton Awareness Society, una organización sin fines de lucro, se fundó en octubre de 2011, que a través de herramientas educativas, eventos, investigación, conferencias y redes sociales, conciencia sobre la importancia y el legado de las contribuciones de Alexander Hamilton en la visión y fundamentos de los Estados Unidos. La Alexander Hamilton Awareness Society, o AHA Society como también se la conoce, viene trabajando en asociación con el National Park Service, Museo de Finanzas Americano y la Guardia Costera de los Estados Unidos entre otros.
En octubre de 2014 se inauguró la exposición “Alexander Hamilton, Visionario y Fundador Indispensable” en el Museo de Finanzas Americano en Wall Street, Nueva York. El exsecretario del Tesoro, Timothy Geithner, cortó la cinta inaugural en el ambiente Hamilton, exclusivo para la exhibición, que se mantiene hasta el presente.

### Biografías
- Ambrose, Douglas; W. T. Martin, Robert (2006). The Many Faces of Alexander Hamilton: The Life & Legacy of America's Most Elusive Founding Father. NYU Press. ISBN 978-0814707142.
- Bailey, Ralph Edward (1933). An American Colossus: The Singular Career of Alexander Hamilton. Lothrop, Lee & Shepard Co.
- Brookhiser, Richard (2000). Alexander Hamilton, American. Simon & Schuster. ISBN 978-0684863313.
- Chernow, Ron (2004). Alexander Hamilton. Penguin Books. ISBN 978-1-59420-009-0.
- Cooke, Jacob Ernest (1982). Alexander Hamilton. Charles Scribner's Sons. ISBN 0-684-17344-1.
- Ellis, Joseph J. (2002). Founding Brothers: The Revolutionary Generation. Vintage. ISBN 978-0375705243.
- Ellis, Joseph J. (2005). His Excellency: George Washington. Vintage. ISBN 978-1400032532.
- Emery, Noemie (1982). Alexander Hamilton: An intimate portrait. Putnam. ISBN 978-0399126819.
- Flaumenhaft, Harvey (1980). The Administrative Republic of Alexander Hamilton. University of Chicago, Department of Political Science.
- Fleming, Thomas (2000). Duel: Alexander Hamilton, Aaron Burr, and the Future of America. Basic Books. ISBN 978-0465017379.
- Flexner, James Thomas (1997). The Young Hamilton: A Biography. Fordham University Press (2nd ed.). ISBN 978-0823217908.
- Hendrickson, Robert (1976). Hamilton I (1757-1789). Mason/Charter, 1976.
- McDonald, Forrest (1982). Alexander Hamilton: A Biography. W. W. Norton Company. ISBN 978-0-393-30048-2.
- Miller, John Chester (1959). Alexander Hamilton: Portrait in Paradox. Harper & Row. ISBN 978-0060129750.
- Mitchell, Broadus (1957). Alexander Hamilton: Youth to Maturity (1755-1788), Volume 1. Macmillan.
- Mitchell, Broadus (1957). Alexander Hamilton: The National Adventure (1788-1804), Volume 1. Macmillan.
- Murray, Joseph A. (2007). Alexander Hamilton: America's Forgotten Founder. Algora. ISBN 978-0875865010.
- Newton, Michael E. (2015). Alexander Hamilton: The Formative Years. Eleftheria Publishing. ISBN 978-0982604038.
- Randall, William Sterne (2003). Alexander Hamilton: A Life. HarpersCollins.
- Schachner, Nathan (1946). Alexander Hamilton. New York: D. Appleton Century Co.

### Estudios especializados
- Adair, Douglas & Harvey, Marvin (1955). «Was Alexander Hamilton a Christian Statesman?». William and Mary Quarterly 12 (2): 308-29. doi:10.2307/1920511.
- Austin, Ian Patrick (2009). Common Foundations of American and East Asian Modernisation: From Alexander Hamilton to Junichero Koizumi. Singapore: Select Books. ISBN 978-981-4022-52-1.
- Bailey, Jeremy D. (2008). «The New Unitary Executive and Democratic Theory: The Problem of Alexander Hamilton». American Political Science Review 102 (4): 453-65. doi:10.1017/S0003055408080337.
- Balogh, Brian. 2009. A Government out of Sight: The Mystery of National Authority in Nineteenth Century American. New York: Cambridge University Press.
- Bordewich, Fergus M. The First Congress: How James Madison, George Washington, and a Group of Extraordinary Men Invented the Government (2016) on 1789–1791.
- Brant, Irving (1970). The Fourth President: a Life of James Madison. Indianapolis: Bobbs-Merill. A one-volume recasting of Brant's six-volume life.
- Burns, Eric (2007). Infamous Scribblers: The Founding Fathers and the Rowdy Beginnings of American Journalism. New York: PublicAffairs. ISBN 978-1-58648-428-6.
- Chan, Michael D. (2004). «Alexander Hamilton on Slavery». Review of Politics 66 (2): 207-31. JSTOR 1408953. doi:10.1017/s003467050003727x.
- Chernow, Ron (2010). Washington: A Life. New York: Penguin Books. ISBN 978-1-59420-266-7. Full-length, detailed biography.
- Denboer, Gordon R. (1987). The Documentary History of the First Federal Elections, 1788–1790, Volume III. Madison: University of Wisconsin Press. ISBN 978-0299106508.
- Derthick, Martha (13 de junio de 1999). Dilemmas of Scale in America's Federal Democracy. Cambridge University Press. ISBN 978-0-521-64039-8. Consultado el 6 de marzo de 2015.
- Elkins, Stanley; McKitrick, Eric (1993). Age of Federalism (online edition). New York: Oxford University Press. Archivado desde el original el 4 de mayo de 2012. Consultado el 27 de noviembre de 2017. Detailed political history of the 1790s.
- Engerman, Stanley L.; Gallman, Robert E. (2000). The Cambridge Economic History of the United States. Cambridge University Books. ISBN 9780521553070.
- Fatovic, Clement (2004). «Constitutionalism and Presidential Prerogative: Jeffersonian and Hamiltonian Perspectives». American Journal of Political Science 48 (3): 429-44. doi:10.1111/j.0092-5853.2004.00079.x.
- Federici, Michael P. (2012). Alexander Hamilton: America's Forgotten Founder. Johns Hopkins University Press. ISBN 9781421405391.
- Flaumenhaft, Harvey (1992). The Effective Republic: Administration and Constitution in the Thought of Alexander Hamilton. Durham, NC: Duke University Press. ISBN 0-8223-1214-X.
- Flexner, James Thomas (1965-1972). George Washington. Little Brown.. Four volumes, with various subtitles, cited as "Flexner, Washington". Vol. IV. ISBN 978-0-316-28602-2.
- Garrity, Patrick J.; Spalding, Matthew (2000). A Sacred Union of Citizens: George Washington's Farewell Address and the American Character. Rowman and Littlefield. ISBN 978-0847682621.
- Levine, Yitzchok (2 de mayo de 2007). «The Jews of Nevis And Alexander Hamilton». Glimpses into American Jewish History. The Jewish Press. Archivado desde el original el 15 de junio de 2011. Consultado el 27 de noviembre de 2017.
- Harper, John Lamberton (2004). American Machiavelli: Alexander Hamilton and the Origins of US Foreign Policy. New York: Cambridge University Press. ISBN 0-521-83485-6.
- Horton, James Oliver (2004). «Alexander Hamilton: Slavery and Race in a Revolutionary Generation». New York Journal of American History 65 (3): 16-24.
- Gibowicz, Charles J. (2007). Mess Night Traditions. Author House. ISBN 9781425984465.
- Kaplan, Edward (1999). The Bank of the United States and the American Economy. Westport, CT: Praeger. ISBN 978-0313308666.
- Kaplan, Lawrence S. (2001). Alexander Hamilton: Ambivalent Anglophile. Rowman and Littlefield. ISBN 9780842028783.
- Keister, Doug (2011). Stories in Stone New York: A Field Guide to New York City Area Cemeteries & Their Residents. Gibbs Smith. ISBN 978-1423621027.
- Kennedy, Roger G. (2000). Burr, Hamilton, and Jefferson: A Study in Character. New York: Oxford University Press. ISBN 0-19-513055-3.
- Knott, Stephen F. (2002). Alexander Hamilton and the Persistence of Myth. Lawrence: University Press of Kansas. ISBN 0-7006-1157-6.
- Kohn, Richard H. (1970). «The Inside History of the Newburgh Conspiracy: America and the Coup d'Etat». The William and Mary Quarterly 27 (2): 188-220. JSTOR 1918650. doi:10.2307/1918650. A review of the evidence on Newburgh; despite the title, Kohn is doubtful that a coup d'état was ever seriously attempted.
- Larsen, Harold (1952). «Alexander Hamilton: The Fact and Fiction of His Early Years». William and Mary Quarterly 9 (2): 139-51. JSTOR 1925345. doi:10.2307/1925345.
- Lind, Michael (1994). «Hamilton's Legacy». The Wilson Quarterly 18 (3): 40-52. JSTOR 40258878.
- Littlefield, Daniel C. (2000). «John Jay, the Revolutionary Generation, and Slavery». New York History 81 (1): 91-132. ISSN 0146-437X.
- McCraw, Thomas K. The Founders and Finance: How Hamilton, Gallatin, and Other Immigrants Forged a New Economy (2012)
- Lomask, Milton (1979). Aaron Burr, the Years from Princeton to Vice President, 1756–1805. New York: Farrar, Straus & Giroux. ISBN 0-374-10016-0. First volume of two, but this contains Hamilton's lifetime.
- Martin, Robert W. T. (2005). «Reforming Republicanism: Alexander Hamilton's Theory of Republican Citizenship and Press Liberty». Journal of the Early Republic 25 (1): 21-46. doi:10.1353/jer.2005.0012.
- McManus, Edgar J. (1966). History of Negro Slavery in New York. Syracuse University Press.
- Mitchell, Broadus (1951). «The man who 'discovered' Alexander Hamilton». Proceedings of the New Jersey Historical Society 69: 88-115.
- Monaghan, Frank (1935). John Jay. Bobbs-Merrill.
- Morgan, Philip D. & O'Shaughnessy, A. J. (2006). «Arming slaves in the American revolution».  En Christopher Leslie Brown Christopher Leslie Brown & Philip D. Morgan, eds. Arming slaves: from classical times to the modern age. New York: Yale University Press. pp. 180-208. ISBN 0-300-10900-8.
- Nester, William R. The Hamiltonian Vision, 1789–1800: The Art of American Power During the Early Republic (2012).
- Newman, Paul Douglas (2004). Fries's Rebellion: The Enduring Struggle for the American Revolution. Philadelphia: University of Pennsylvania Press. ISBN 0-8122-3815-X.
- Nettels, Curtis P. (1962). The Emergence of a National Economy, 1775–1815. New York: Holt, Rinehart and Winston.
- Northup, Cynthia Clark; Turney, Elaine C. Prange; Stockwell, Mary (2003). Encyclopedia of Tariffs and Trade in U.S. History. Greenwood Press. ISBN 978-0313319433.
- Norton, Joseph (2005). Shapers of the Great Debate at the Constitutional Convention of 1787: A Biographical Dictionary (Shapers of the Great American Debates). Greenwood; annotated edition. ISBN 978-0313330216.
- Rakove, Jack N. (1979). The beginnings of National Politics: an interpretive history of the Continental Congress. New York: Knopf. ISBN 0-394-42370-4.
- Rossiter, Clinton (1964). Alexander Hamilton and the Constitution. New York: Harcourt, Brace & World.
- Sharp, James (1995). American Politics in the Early Republic: The New Nation in Crisis. New Haven: Yale University Press. ISBN 0-300-06519-1. Survey of politics in the 1790s.
- Sheehan, Colleen (2004). «Madison v. Hamilton: The Battle Over Republicanism and the Role of Public Opinion». American Political Science Review 98 (3): 405-24. doi:10.1017/S0003055404001248.
- Smith, Robert W. (2004). Keeping the Republic: Ideology and Early American Diplomacy. DeKalb: Northern Illinois University Press. ISBN 0-87580-326-1.
- Staloff, Darren (2005). Hamilton, Adams, Jefferson: The Politics of Enlightenment and the American Founding. New York: Hill and Wang. ISBN 0-8090-7784-1.
- Storbridge, Truman R.; Noble, Dennis l. (1999). Alaska and the U. S. Revenue Cutter Service: 1867–1915. Naval Institute Press. ISBN 9781557508454.
- Stourzh, Gerald (1970). Alexander Hamilton and the Idea of Republican Government. Stanford: Stanford University Press. ISBN 0-8047-0724-3.
- Stryker, William S. (1898). The Battles of Trenton and Princeton. Boston: Houghton, Mifflin & Co.
- Studenski, Paul; Krooss, Herman Edward (2003). Financial History of the United States (5ª edición). Frederick, Md.: Beard Books. ISBN 978-1587981753.
- Sylla, Richard; Wright, Robert E. & Cowen, David J. (2009). «Alexander Hamilton, Central Banker: Crisis Management during the US Financial Panic of 1792». Business History Review 83 (1): 61-86. doi:10.1017/s0007680500000209.
- Thomas, Charles Marion (1931). American neutrality in 1793; a study in cabinet government. New York: Columbia University Press.
- Trees, Andrew S. (2005). «The Importance of Being Alexander Hamilton». Reviews in American History 33 (1): 8-14. doi:10.1353/rah.2005.0019.
- Trees, Andrew S. (2004). The Founding Fathers and the Politics of Character. Princeton: Princeton University Press. ISBN 0-691-11552-4.
- Tucker, Spencer C. (2014). The Encyclopedia of the Wars of the Early American Republic, 1783–1812 [three volumes]: A Political, Social, and Military History. ABC-CLIO. ISBN 978-1598841565.
- Wallace, David Duncan (1915). Life of Henry Laurens, with a sketch of the life of Lieutenant-Colonel John Laurens. New York: Putnam.
- Weston, Rob N. (1994). «Alexander Hamilton and the Abolition of Slavery in New York». Afro-Americans in New York Life and History 18 (1): 31-45. ISSN 0364-2437. An undergraduate paper, which concludes that Hamilton was ambivalent about slavery.
- White, Leonard D. (1949). The Federalists. New York: Macmillan. Coverage of how the Treasury and other departments were created and operated.
- White, Richard D. (2000). «Exploring the Origins of the American Administrative State: Recent Writings on the Ambiguous Legacy of Alexander Hamilton». Public Administration Review 60 (2): 186-90. doi:10.1111/0033-3352.00077.
- Wood, Gordon S. (2009). Empire of Liberty: A History of the Early Republic, 1789–1815. New York: Oxford University Press. ISBN 978-0-19-503914-6. The most recent synthesis of the era.
- Wright, Robert E. (2002). Hamilton Unbound: Finance and the Creation of the American Republic. Westport: Greenwood Press. ISBN 0-313-32397-6.
- ——— (2008). One Nation Under Debt: Hamilton, Jefferson, and the History of What We Owe. New York: McGraw-Hill. ISBN 978-0-07-154393-4.